# いすゞ・フォワード
フォワード（FORWARD）はいすゞ自動車が製造する中型トラックである。日本国外では主にいすゞ・Fシリーズとして展開されているが、南米ではシボレーブランドで販売される。なお、北米においてはフォワードのキャブと6Hディーゼルエンジンをゼネラルモーターズ(GM)製シャシに搭載した車両が、いすゞ・Fシリーズおよびシボレー/GMCのTシリーズとして展開されている。

## TY (前史)
- 1966年（昭和41年）5月、いすゞは、日野自動車（1964年〈昭和39年〉に初代レンジャー発売）、三菱重工業（現三菱ふそうトラック・バス、1965年〈昭和40年〉にT620発売）に続いて初の中型トラック・TY型を発売した。セミキャブオーバー型で、全車4t積、平ボディのTY20とダンプのTY20-Dの2種類。エンジンは直列6気筒・3.644cc・100psのD370型を搭載。
- 1966年（昭和41年）9月、バンボディ車を追加。
- 1967年（昭和42年）8月、3.5 t積み追加。
- 1968年（昭和43年）3月、マイナーチェンジ。フロントグリルを変更。

## 初代（1970年-1975年〔Sキャブは1970年-1986年〕）
- 1970年（昭和45年）4月、TR型登場。直6・125 psのD500型エンジン搭載。先代のTY型に引き続き、セミキャブオーバー型を採用。フルキャブとSキャブ（ショートキャブ）の2種類があった。キャブの形状から「ムーミン」の愛称で親しまれている。
- 1971年（昭和46年）7月、D500型エンジンを125psから130psにパワーアップ。
- 1972年（昭和47年）9月、マイナーチェンジ。SBR型が登場し、外装デザインが変更される。
- 1974年（昭和49年）5月、中型車初のAT車を追加。
- 1975年（昭和50年）8月、フルキャブはフルキャブオーバー型としてフルモデルチェンジされるが、Sキャブは「フォワードS」として、フォワードジャストンが登場する1986年（昭和61年）まで生産された。

## 2代目（1975年-1985年）

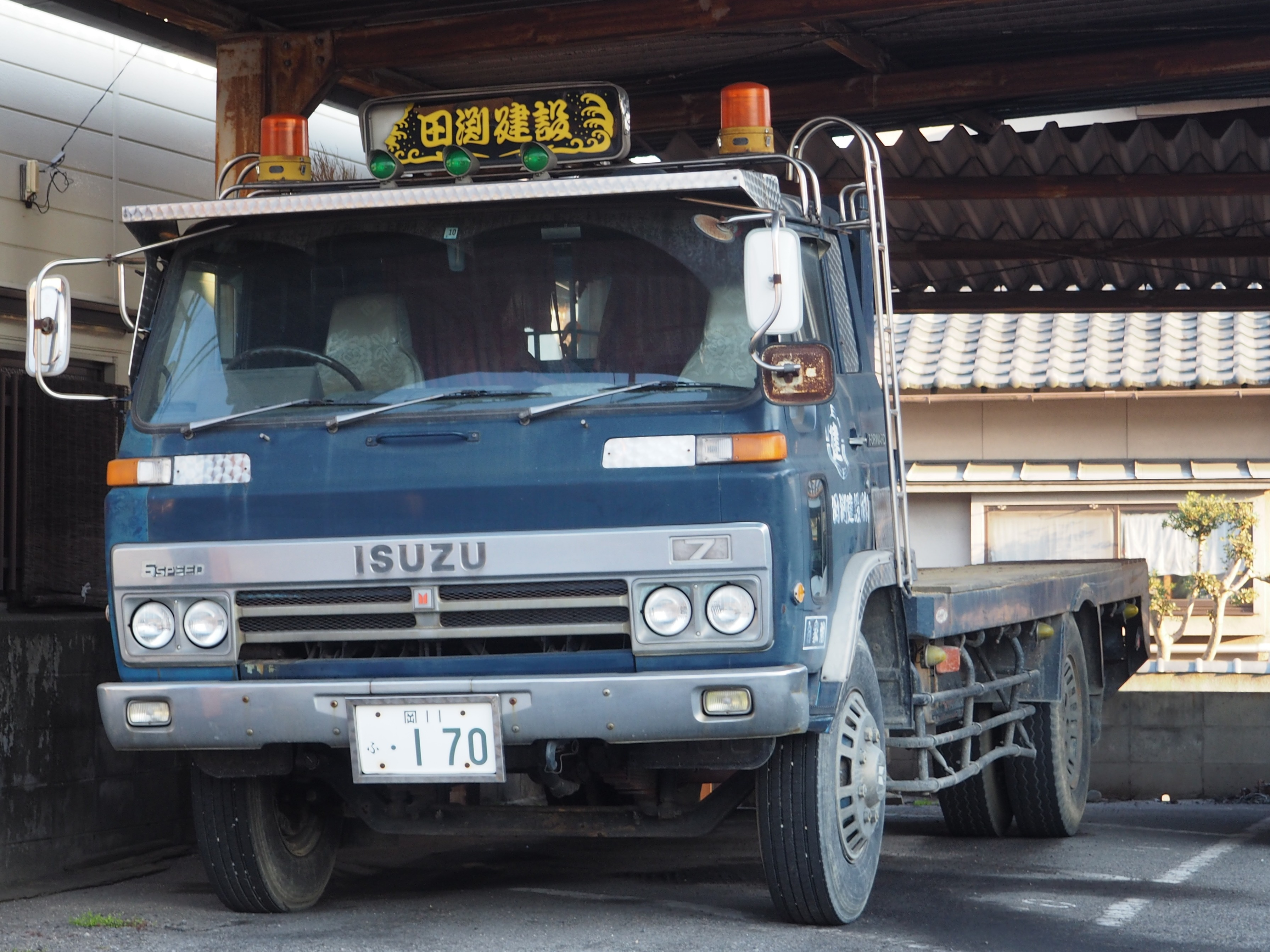
いすゞフォワード（2代目）

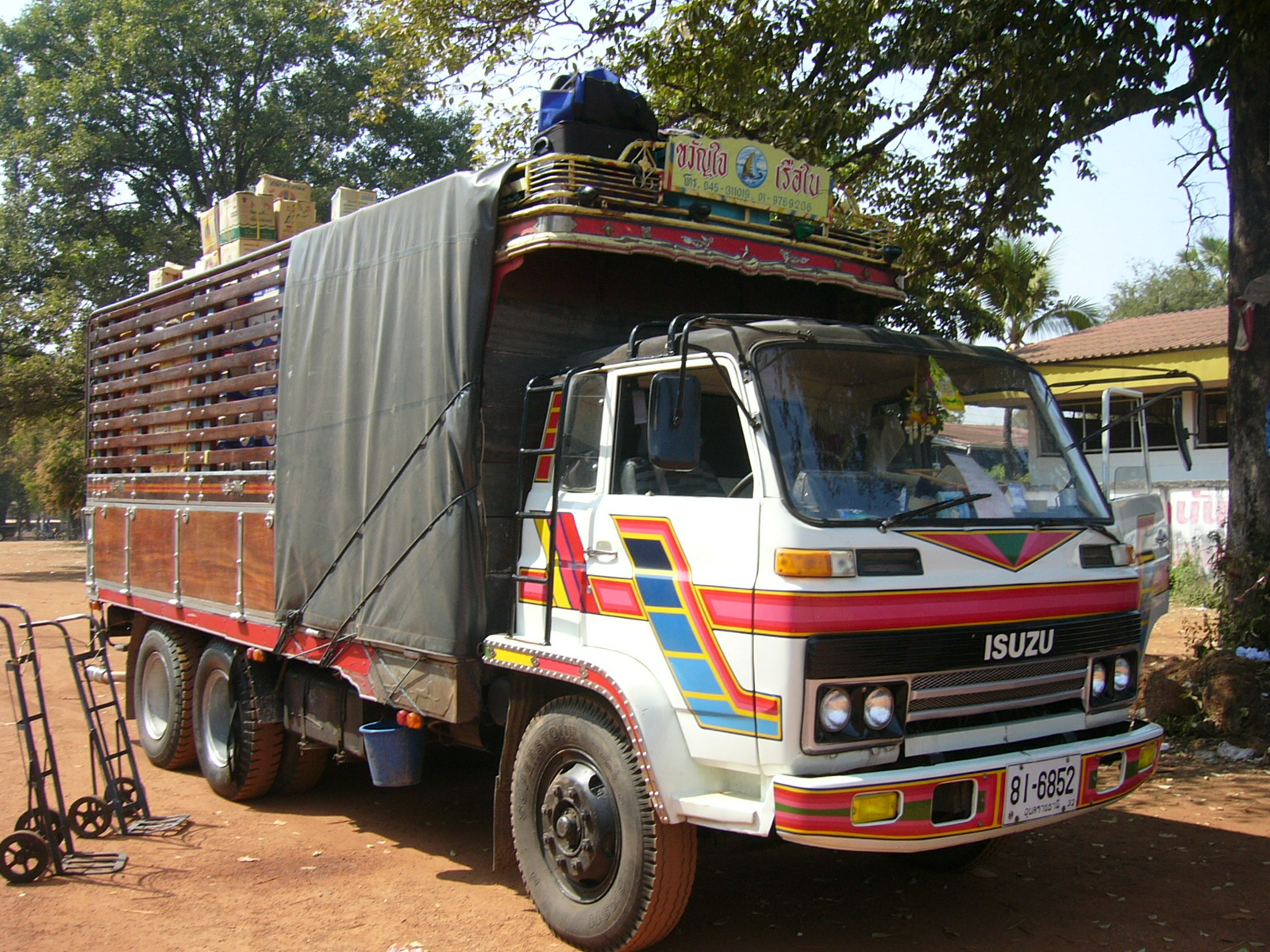
2代目フォワード最終型

- 1975年（昭和50年）8月、ベッド付き車のみフルモデルチェンジ。フルキャブオーバー型となる（SBR/FBR/JBR系）。中型直噴ディーゼルの嚆矢となる145 psの6BB1型エンジン[1] を搭載。
  - キャッチコピーは「フォワード・ザ・ビッグ」。
- 1976年（昭和51年）7月、160 psの6BD1型エンジンを搭載したフォワードFX-IIを発売。従来の6BB1型搭載車はフォワードFX-Ⅰに改名され、車両型式も*CR系となる。
  - キャッチコピーは「隣りもフォワード」。
- 1978年（昭和53年）8月、全輪駆動のSCS330型とSCS370型を追加。エンジンは6BD1型・160 ps。
- 1979年（昭和54年）10月、マイナーチェンジ。内外装を大幅に変更。6BF1型170 psを搭載したフォワードFX-Ⅲを追加し、車両型式も*D*系となり昭和54年排出ガス規制に適合。バイレベル機構付き強制ベンチレーター、ビニールニットシート、ディスクブレーキ、エアサスペンション、速度感応型パワーステアリング、チルトステアリングなど、装備が充実し始める。後にターボエンジン搭載車も登場。
  - キャッチコピーは「オーライ！フォワード」。
- 1980年（昭和55年）12月、6BD1型・180 psターボエンジン搭載車とワイドキャブ車を追加。全車に助手席セーフティーウィンドウを標準装備。
- 1981年（昭和56年）3月、4.5 t、5.5 tセミトラクタを追加。
- 1982年（昭和57年）5月、超ロングボディ架装のワイドキャブ車や、5 tコンテナ専用車など32車型を追加発売。
- 1984年（昭和59年）2月、マイナーチェンジ。グリルガーニッシュがシルバーからブラックになるなど内外装デザインが変更され、車両型式もF**系となる。昭和58年排出ガス規制適合の新開発エンジンを搭載。810同様、予熱や停止がイグニッションキーのみで行えるエンジンワンキーシステムが装備され、バッテリーリレースイッチが廃止される。
  - キャッチコピーは「機能で先進 稼ぎで前進」。また、CMキャラクターに古舘伊知郎を起用。
- 1984年（昭和59年）8月、エアサスペンション装備車を発売。
  - 日本テレビ系で1982年（昭和57年）4月28日から9月22日まで2クール放映されたテレビドラマ『女かじき特急便』で、劇用車の鮮魚輸送トラックにこの2代目モデルが充てられたが、これは放映当時60秒×6社で構成されていたスポンサーにいすゞ自動車が入っていたためである。

## 3代目（1985年-1994年）

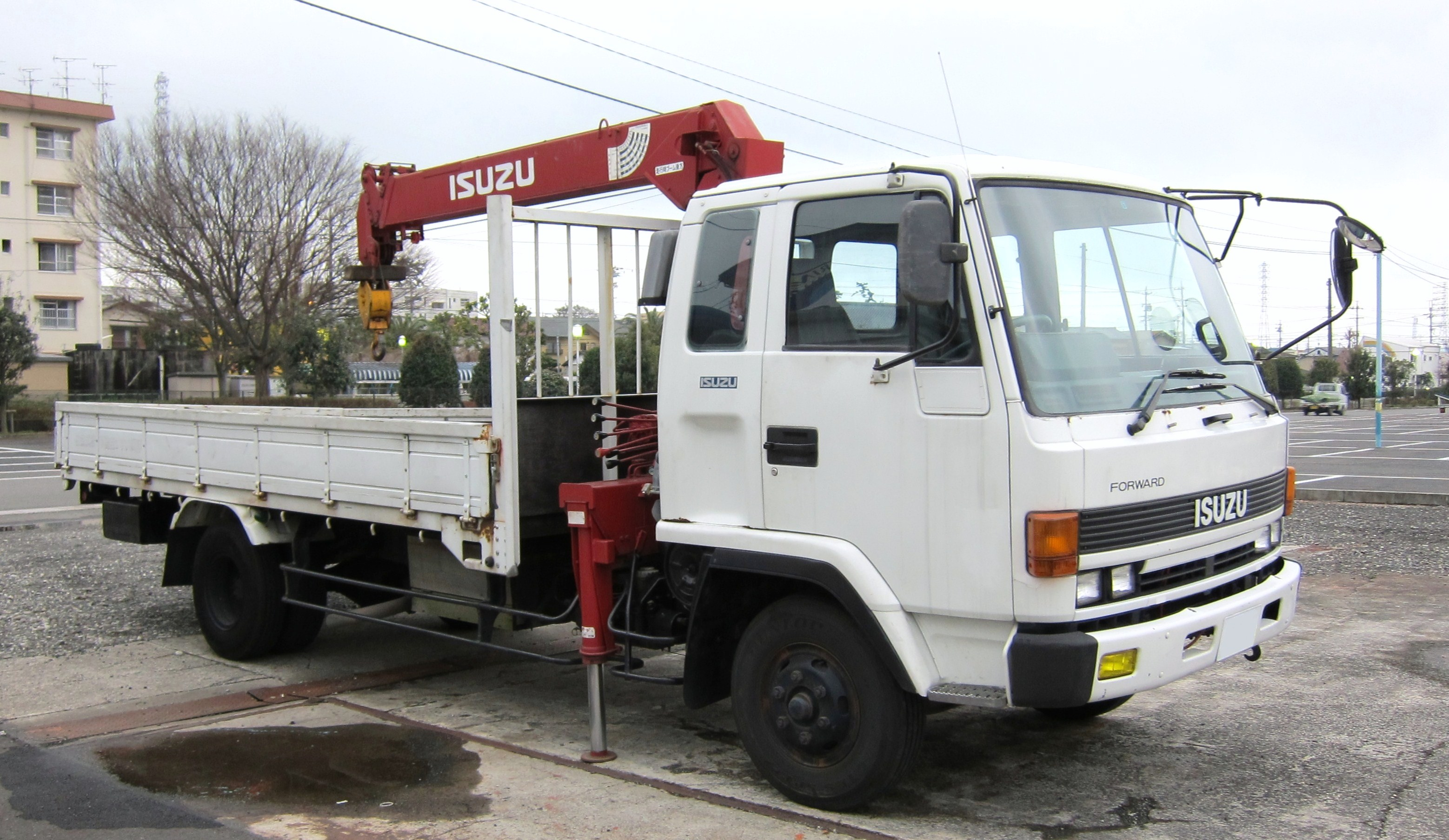
クレーン付き平ボディ（中期型）

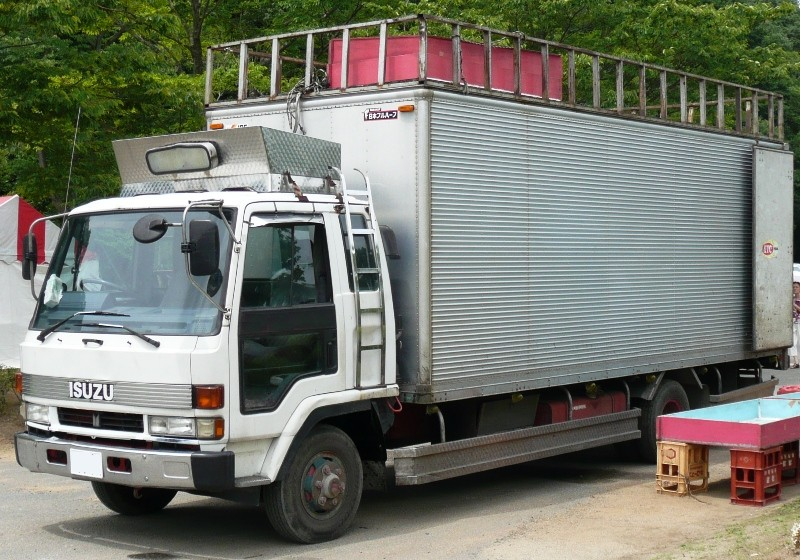
アルミバン（後期型）

- 1985年（昭和60年）6月登場。愛称は810の弟分として開発コードの840（ハ・シ・レ）が与えられた。また、トラックとしては初めてグッドデザイン賞を受賞した。
  - キャッチコピーは「ダ・ン・ト・ツ    フォワード」。
- 消防車などの特殊車両向けにATがオプション設定されたが、燃費は芳しいものではなかった。また、AUTOMATICロゴが装着された。ターボに加えインタークーラーターボの設定（6BG1-TC型エンジン）。200 ps以上にパワーシフトを設定。
- 810同様の助手席と中央席を倒してベッドを拡張できるマルチユースシート&ベッドや、ステアリングロックなど装備も充実していた。
- 840の登場時に実車をウイリー走行させるCMが放送されており、市販車後輪の泥除けにも前輪を高く上げたフォワードのイラストが描かれている。なお、イラストのモデルはヘッドランプが角形4灯の前期型だが、これは後の1990年（平成2年）の異型ライトに変更された後もそのまま新車装着された。
  - キャッチコピーは「生き残るトラックはコイツだ」「コイツがいすゞのトラックだ」。
- 1985年（昭和60年）8月、5t - 7tの増トン車を追加。
- 1987年（昭和62年）5月、自動変速機NAVi6をオプションで設定。
- 1988年（昭和63年）1月、マイナーチェンジ。セラミックターボエンジン車追加。フロントグリルを変更。内装をフルトリム化。インタークーラー装着車にはエアダムが標準装備された。
- 1989年（平成元年）1月、エアオーバーハイドロリックブレーキ（AOH）装着車にエアドライヤーを標準装備し、後輪ブレーキをサイズアップした。また、4 tウイング完成車など車種バリエーションを増やした。
  - キャッチコピーは「今日、俺の車に夢を見た」「ザ・4t」。
- 1990年（平成2年）4月、ヘッドランプを角形4灯から異形2灯に変更。このヘッドランプはこの年以降のエルフ、810EX、スーパークルーザーにも使われた。西工ネオロイヤルC型・92MCと富士重17型・後期型（日産ディーゼル製シャーシー以外）もこのヘッドランプを装着している。エンジンはそれまでの6BG1からSOHCヘッドを採用した6HE1に変更し、従来から設定している6SA1を含めてNAエンジンはすべてSOHCに統一（6BD1ターボも廃盤）。これにより平成元年排出ガス規制に適合。パワーウィンドウや運転席アームレスト、オートドアロックなどが標準装備された。
  - キャッチコピーは「新世代トランス・コミュニケーション」、「NEXT STAGE  オールニューフォワード」。
- 1992年（平成4年）2月、マイナーチェンジ。ISUZUロゴを現在のものに変更。グリル上下に水色のラインが入る。
- 1992年（平成4年）4月、SOHCインタークーラーターボの6HE1-TC型エンジン（250 ps）を追加。250 ps車には永久磁石式リターダを標準装備。また、ABSをオプション設定した。

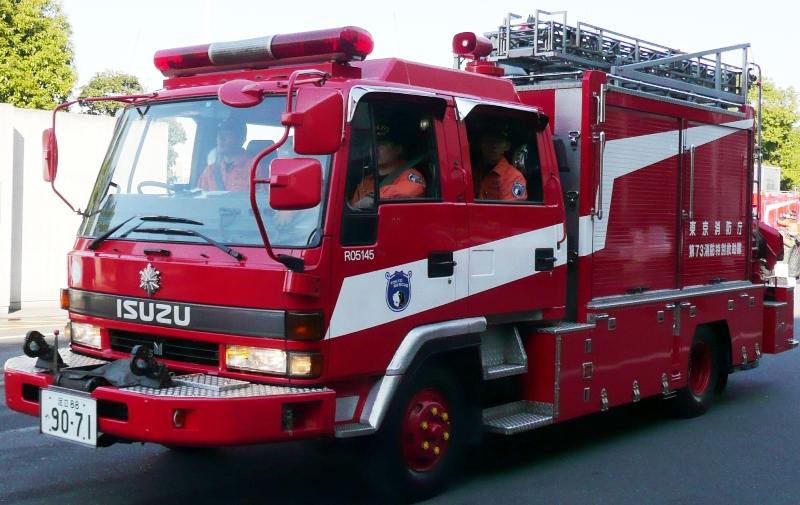
救助車 （後期最終型・東京消防庁）

- 救助車
（後期最終型・東京消防庁）

## 4代目（1994年-2007年）

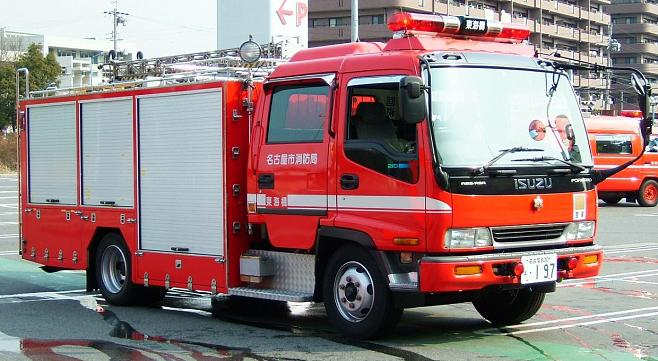
FSR（1994年登場型）
水槽付ポンプ車
（名古屋市消防局）

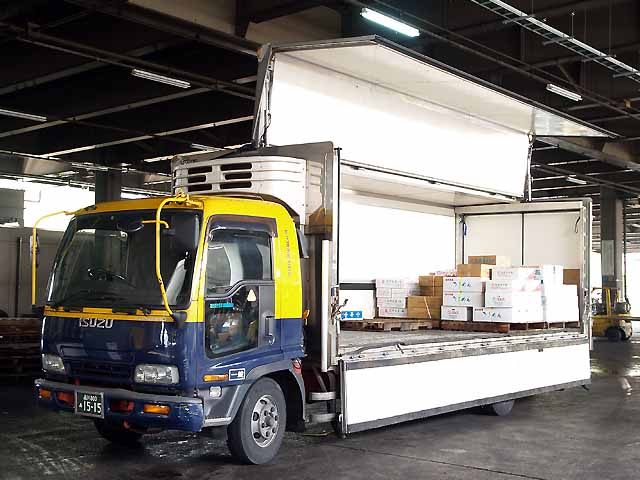
FRRショートキャブ
（1999年改良型）

- 1994年（平成6年）2月登場。エンジンはTI、NA共にSOHC方式に統一し、6HE1-#系型と6HE1-TC#系型の2種類となった。パワーシフトとHSAを標準装備し、ABS/ASR、永久磁石式リターダの設定を拡大した。運転席には自動体重調整機構付きシートを採用。ダブルキャブ車のリアドアは先代モデルのものを流用。
  - キャッチコピーは「New Reader」。
- 1994年（平成6年）7月大型仕様車（5t/7t）登場。
- 1995年（平成7年）2月、一部改良。NAエンジンを6HE1（7.1 L）系から6HH1（8.2L）系へ変更。平成6年排出ガス規制に適合。
- 1996年（平成8年）1月、FTS（7t高床フルタイム4WD）、FVZ（10t）登場。
- 1997年（平成9年）1月、一部改良。GVW8tクラス車に、トラックとしては初めて運転席SRSエアバッグを標準装備。
- 1997年（平成9年）12月、CNGエンジン車をFSRに追加。エンジンは6HH1型ベースにCNG化した6HAS型・190psを採用。
- 1998年（平成10年）2月、ショートキャブ車「フォワードV」をFRRに追加。
- 1999年（平成11年）4月、GVW8tクラス車をマイナーチェンジ。フロントグリル上にデザインラインを追加。NAエンジンに6HL1（7.2L）の追加。ターボインタークーラーエンジンを6HE1-TC（7.1L）系からコモンレール搭載の6HK1-TC（7.8L）へ変更。低床フルタイム4WD車（FRS-J、FSS-J）登場。平成10年排出ガス規制に適合。
- 1999年（平成11年）7月、GVW10t超クラス車をマイナーチェンジ。平成10年・11年排出ガス規制に適合。全車に運転席エアバッグを標準装備。フォワードVをFSRにも設定。エアサスを4バッグ式に変更したフォワードマックス発売。
- 2001年（平成13年）2月、アイドリングストップ&スタートシステムをオプション設定。ショートキャブ車の設定を拡大。
- 2002年（平成14年）2月、一部改良。クラッチレスのMT「スムーサーF」設定。6HL1系エンジン搭載車に酸化触媒をオプション設定、6HL1-N搭載車が平成13年騒音規制に適合。
- 2002年（平成14年）12月、一部改良。全車平成13年騒音規制に適合し、酸化触媒をNAエンジン搭載車に、スピードリミッターをGVW8t以上車に標準装備。スムーサーFの設定を拡大した。ドアの馬力表示が廃止され、車名ロゴに変更された。
- 2004年（平成16年）4月、一部改良。排気酸化触媒、噴射系改良等により平成15年・16年排出ガス規制に適合。完成ウイング車「Fカーゴ」設定。
- 2005年（平成17年）6月、新長期規制モデル（識別記号ADG-）の設定（D-COREシリーズ5.2 L直列4気筒4HK1-TC 190 ps）、合わせて灯火類の保安基準改正に対応。バンパー等の形状変更・高出力車にもスムーサーFの設定拡大・「Fカーゴ」にアルミバン・アルミバンパワーゲート付を追加設定。
- 2005年（平成17年）10月、エルフにオプション設定された機械式AT（AMT）スムーサーEオートシフトが、フォワードにも「スムーサーFオートシフト」としてオプション設定された。

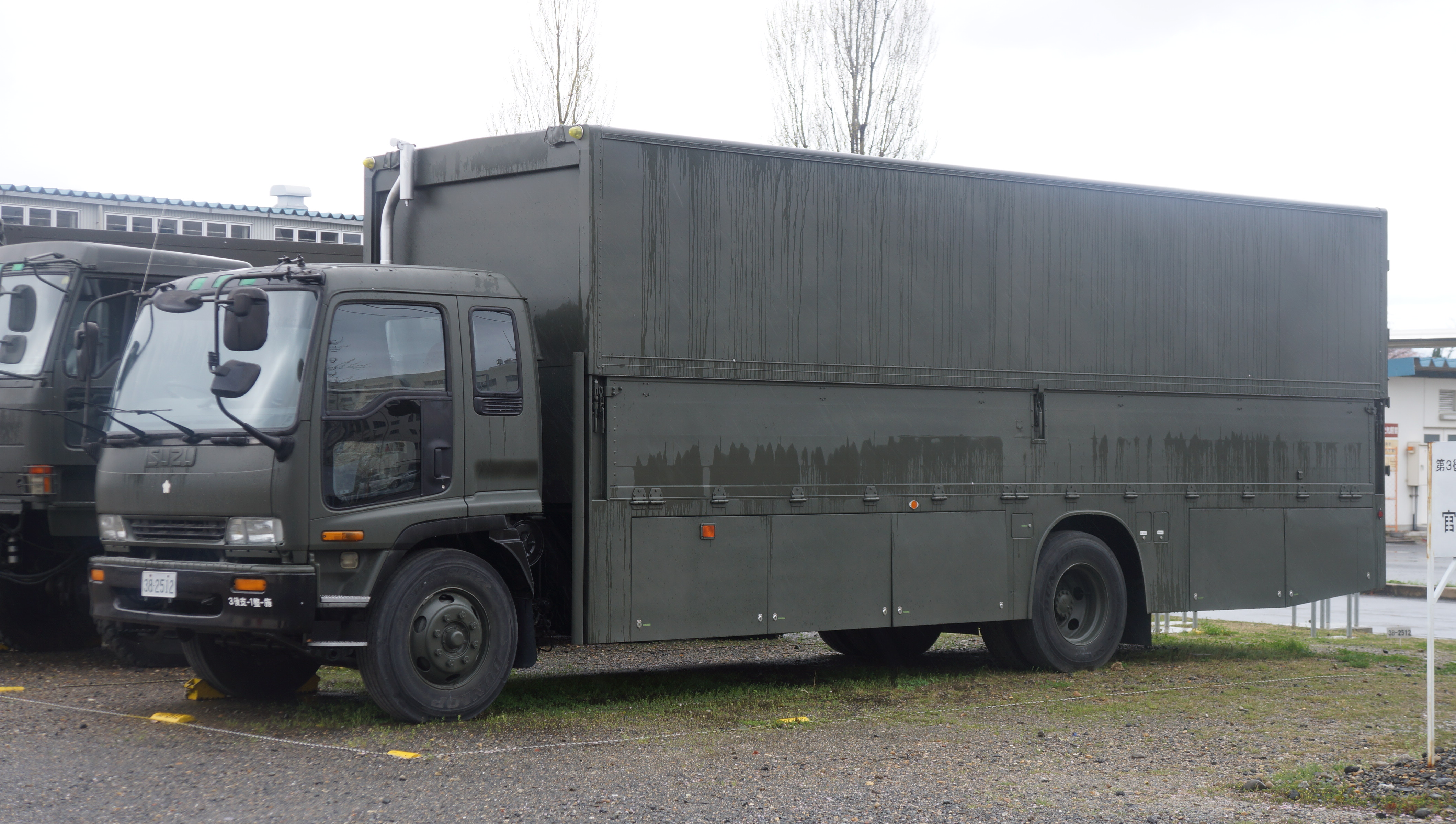
FVR（1994年型） 陸上自衛隊トイレカー
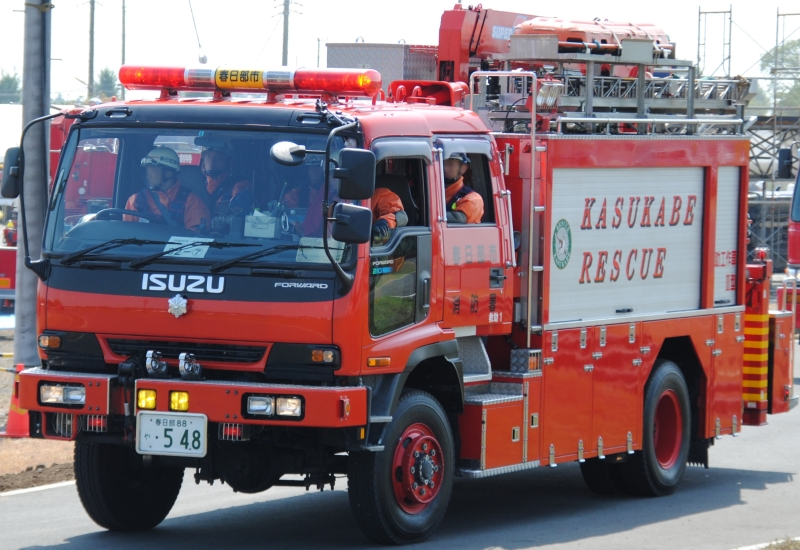
FSS（1994年型） ダブルキャブ・救助工作車（春日部市消防本部）
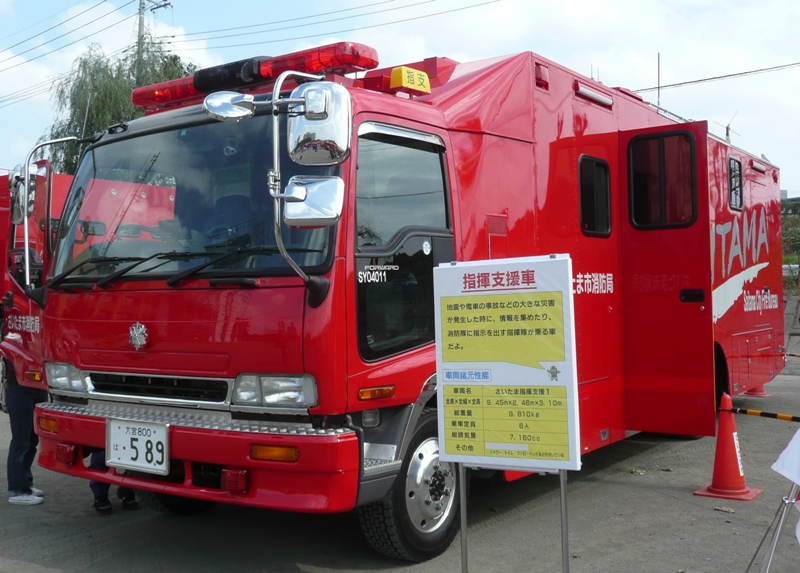
FSS-J（2002年型） 指揮支援車（さいたま市消防局）
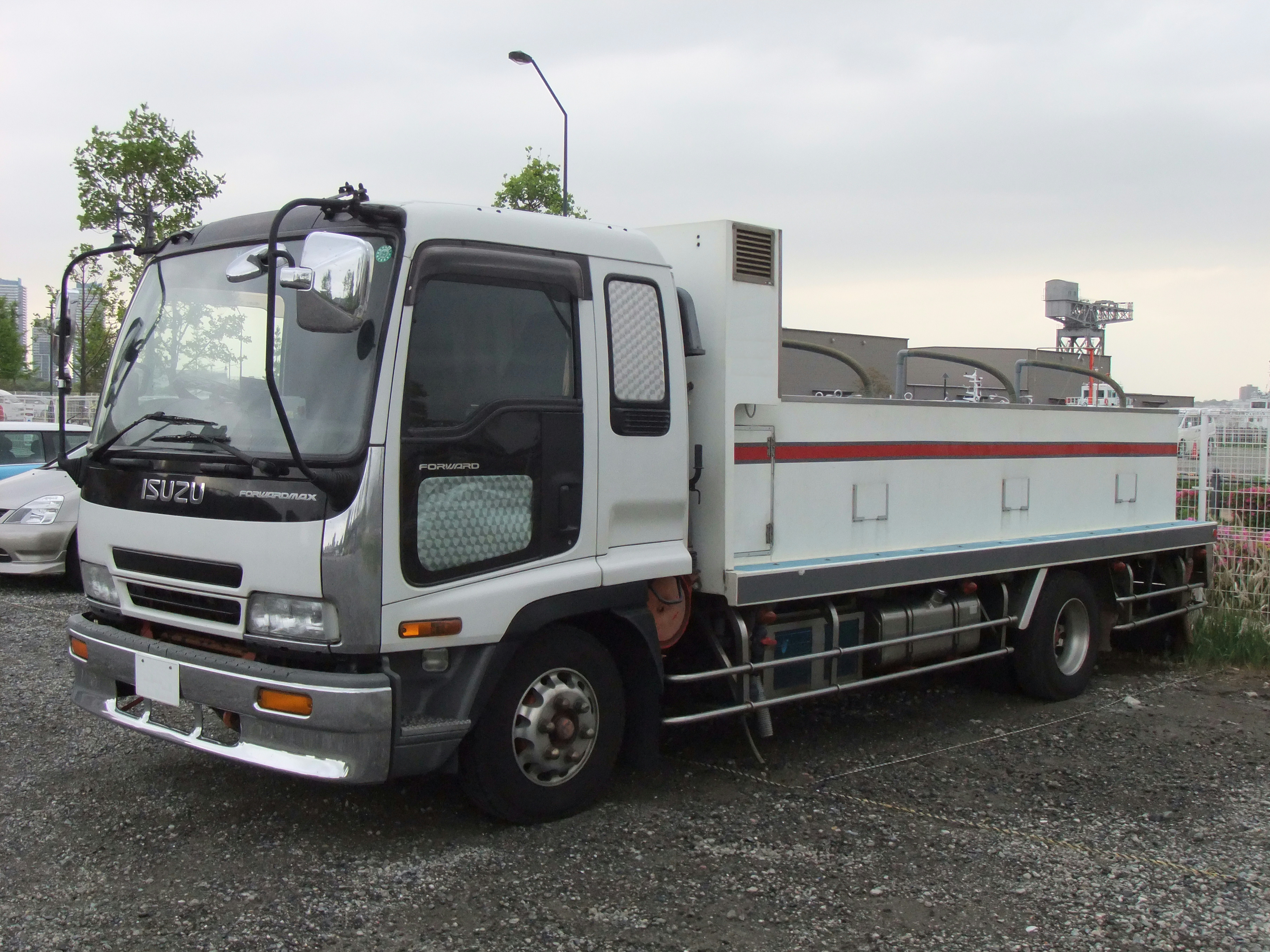
フォワードマックス（FRD・2002年型）
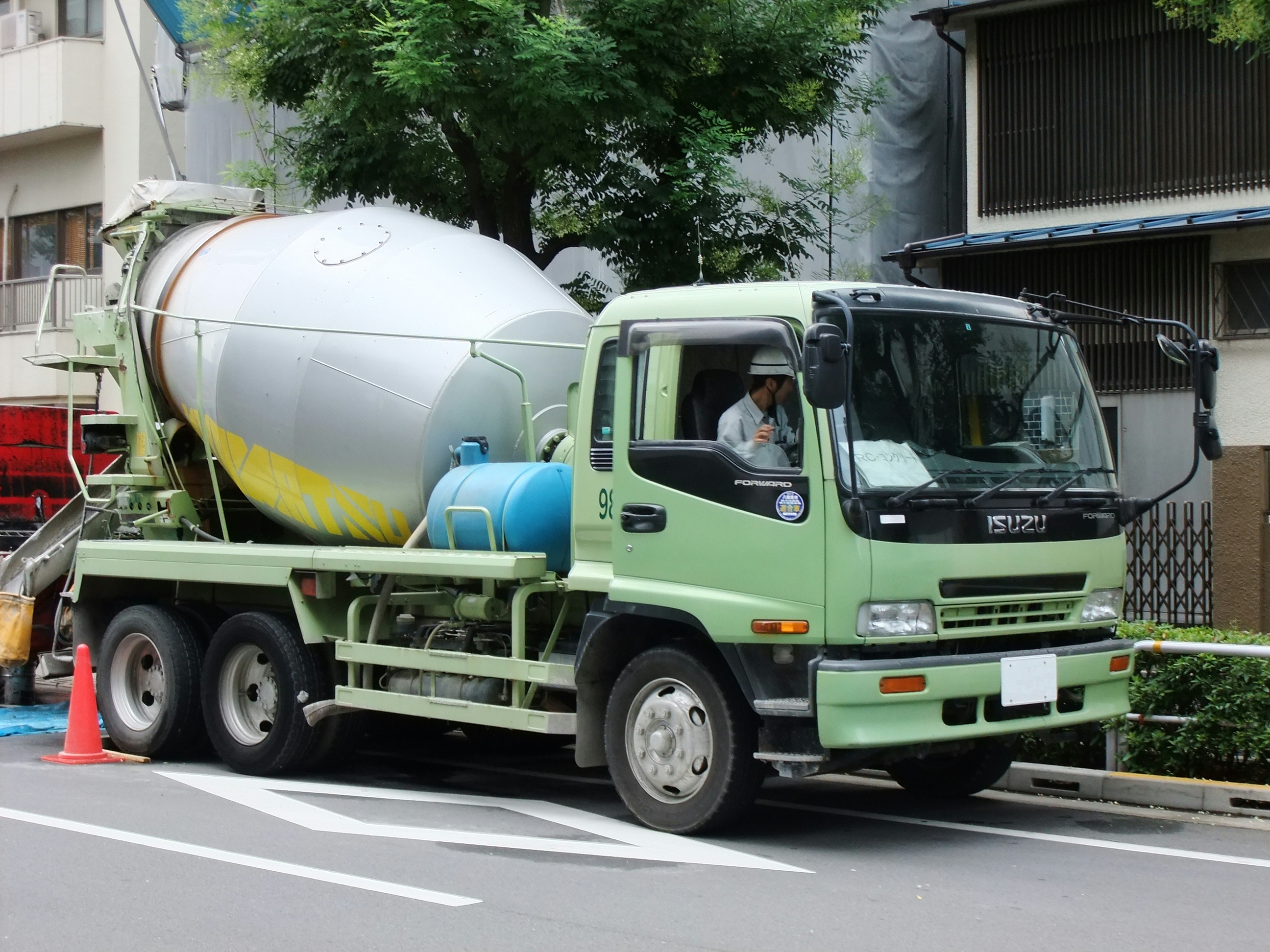
FVZ（2002年型）
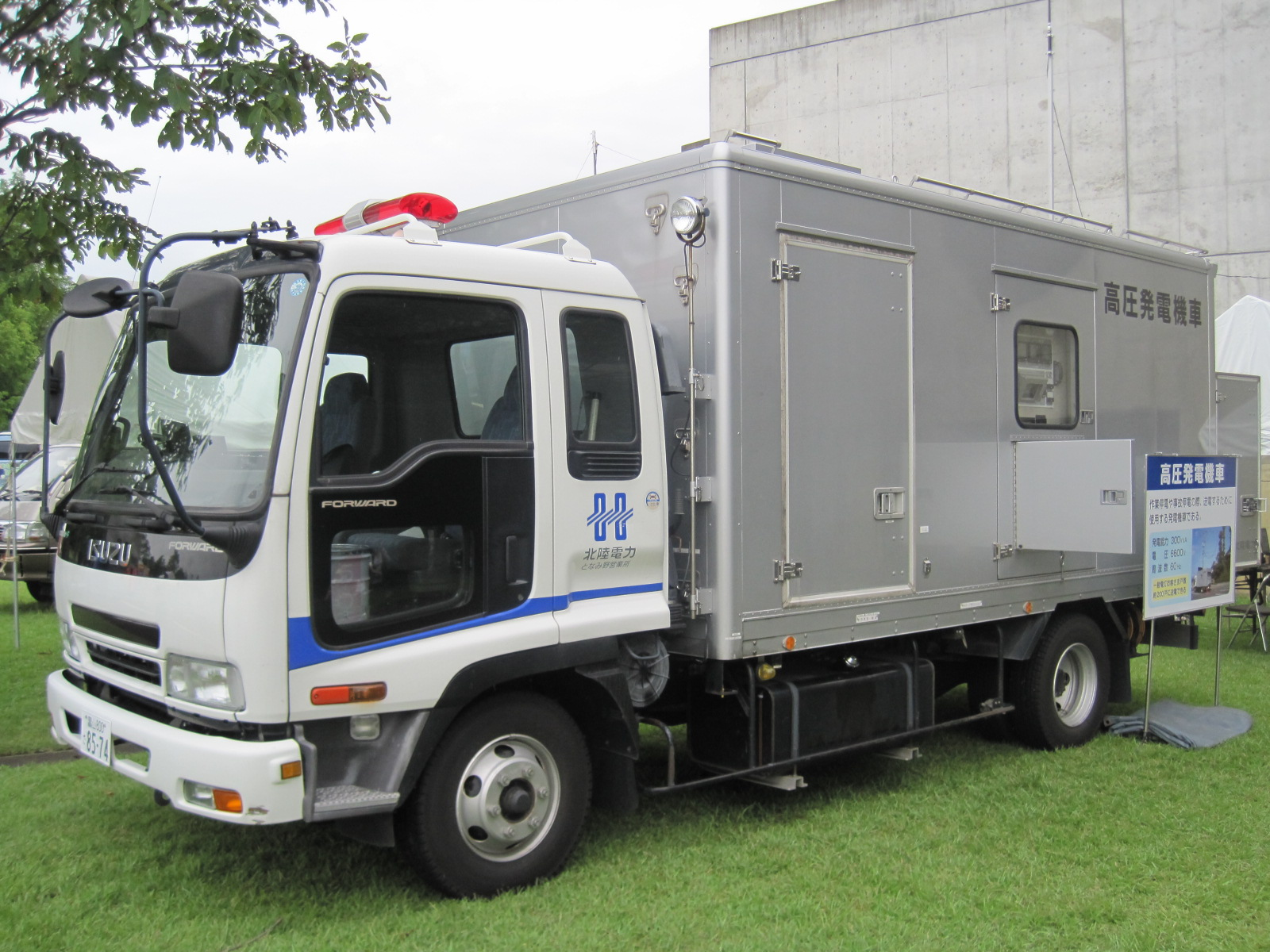
FRR（2005年型）
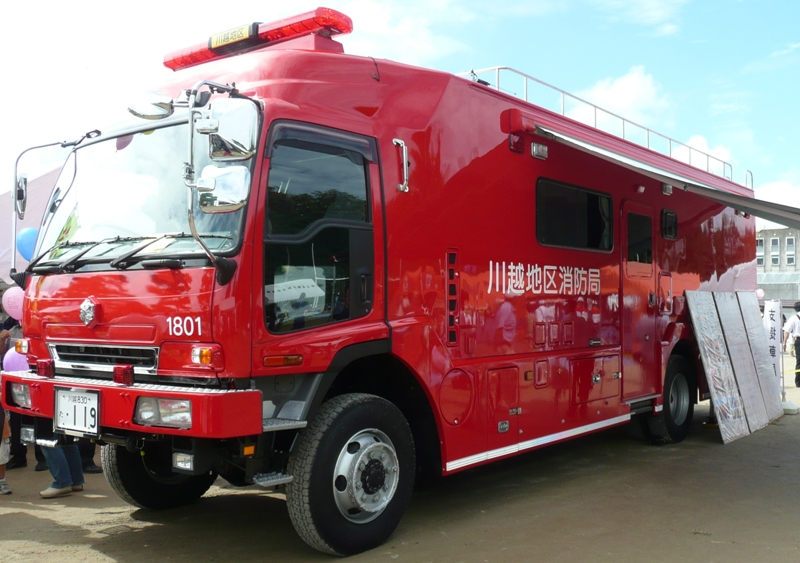
FTS（2005年型） 支援車（川越地区消防組合）
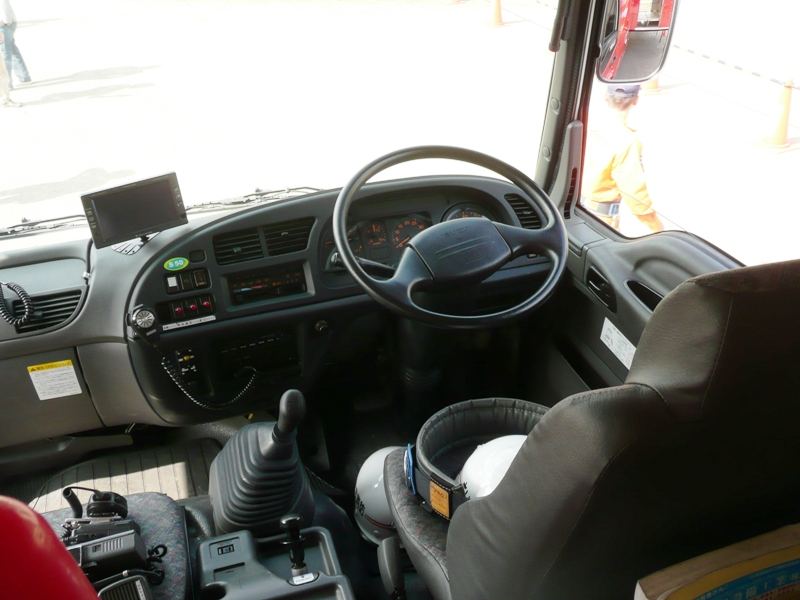
運転席

## 5代目（2007年-2023年）

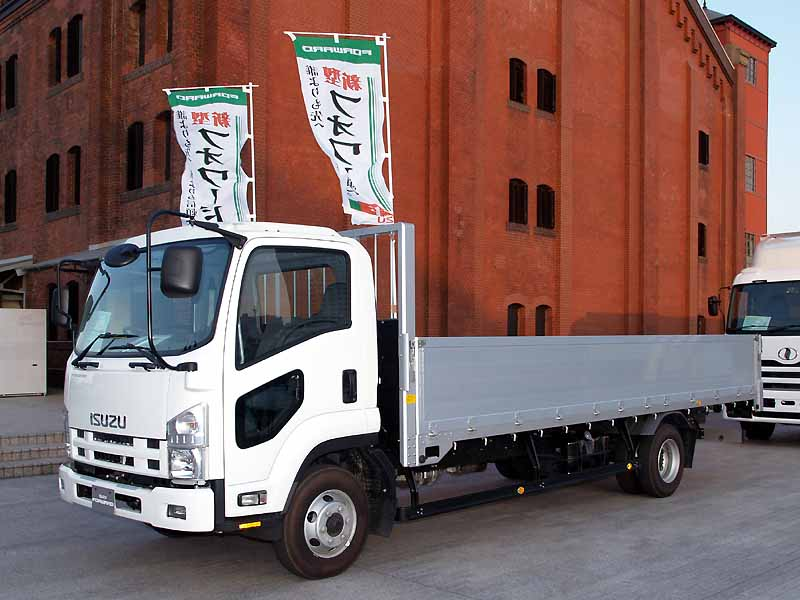
フォワードFRR
（2007年登場型）

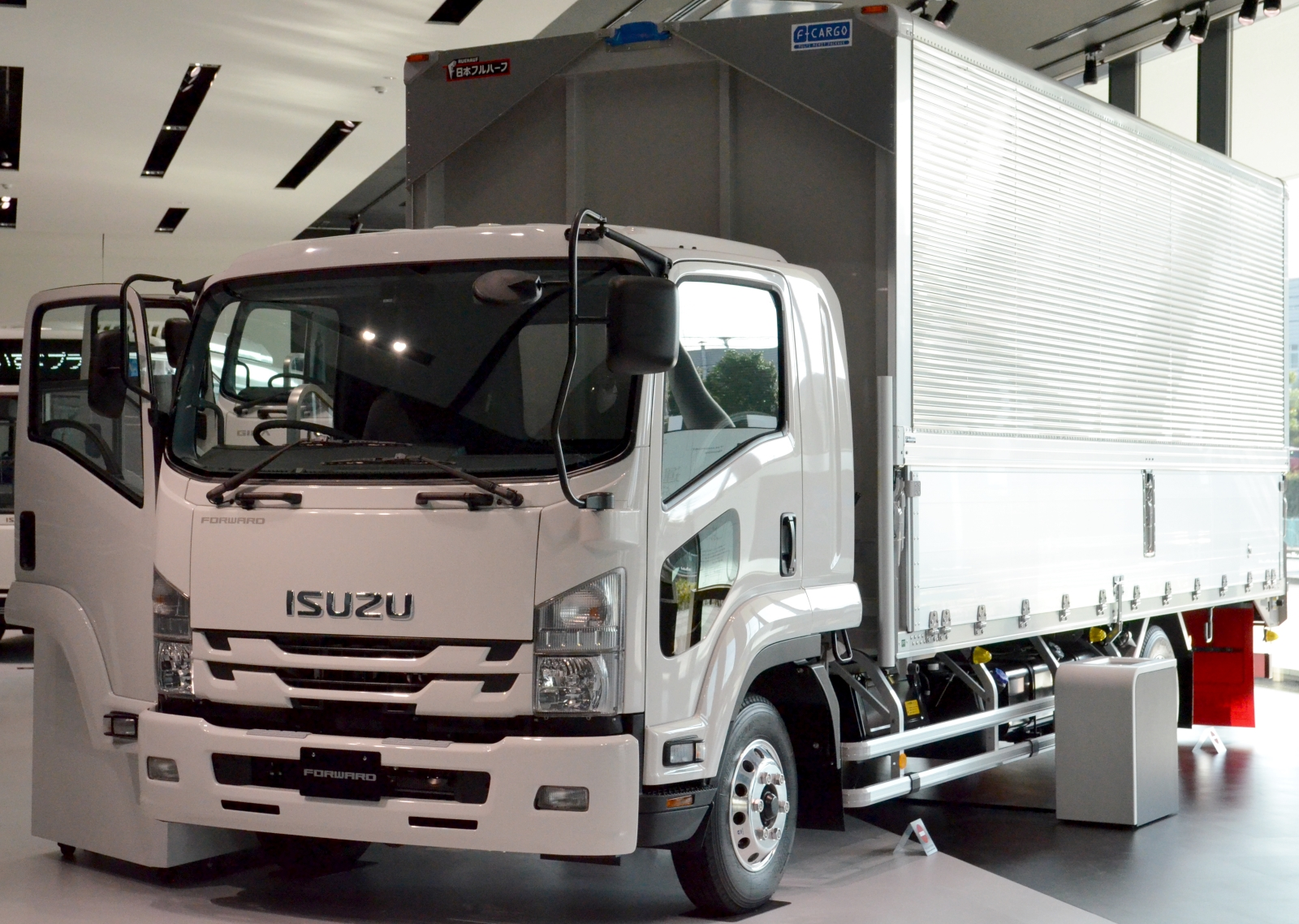
フォワードFRR
（2014年改良型）

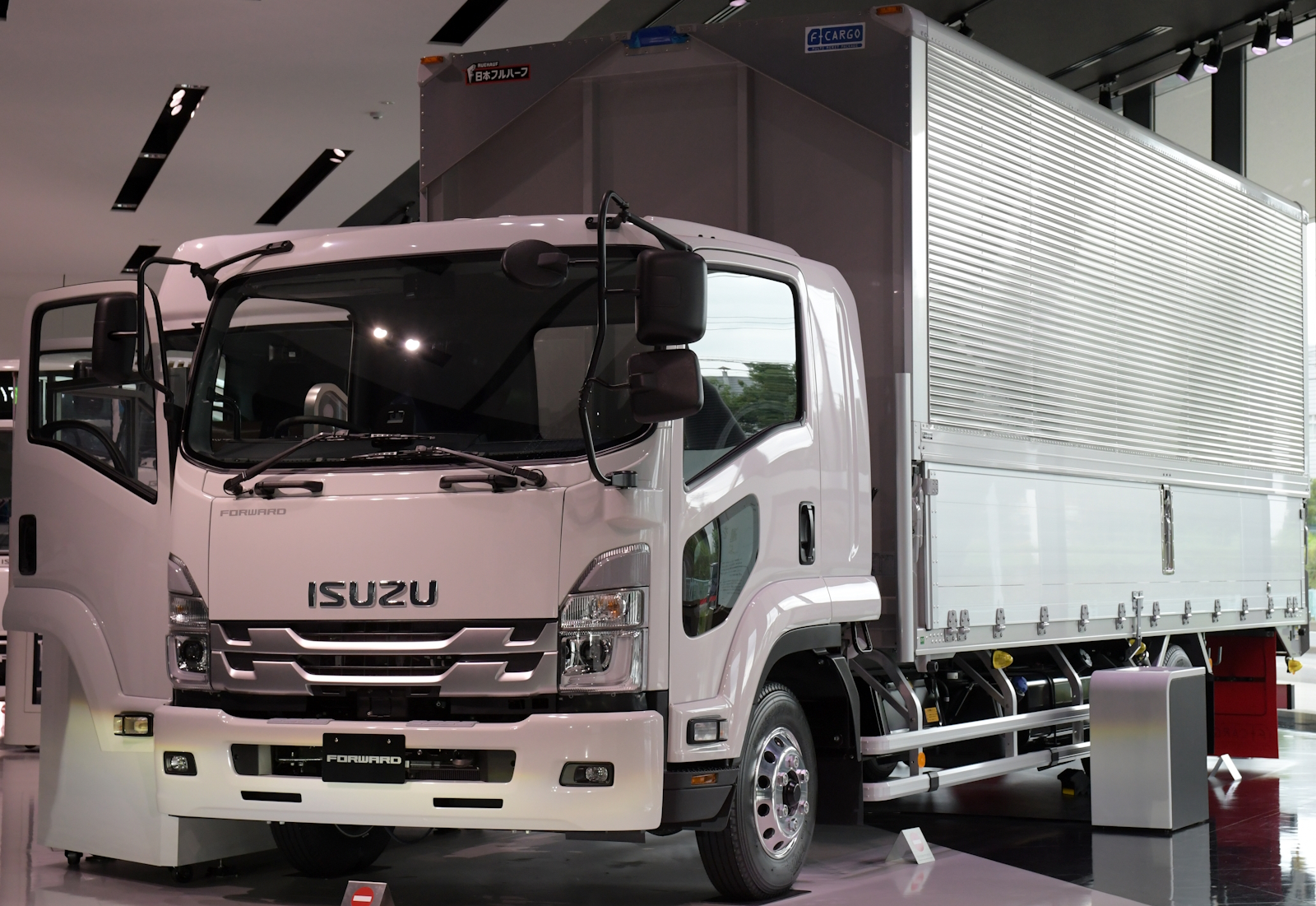
フォワードFRR
（2021年改良型）

- 2007年（平成19年）5月24日登場。GVW8トン車（FRR）と同11トン車（FSR）を同時発売。小型トラック「エルフ」との部品共有化が行われたほか、エルフ同様に機械式AT（AMT）のスムーサーFxが標準装備された（従来のクラッチペダル付き6速MTも全車にオプション設定）。また、中型トラックでは初めて助手席用エアバッグとプリテンショナー付きシートベルトが設定された。6月2日には中型免許制度が施行され、フォワードは全車種が普通免許での運転が不可能になり、改正前の大型仕様増トンタイプと言われていた5.5 t積みは特定中型貨物へと扱い方が変更になった。新長期規制＋低排ガス＋H27年燃費基準達成（PKG-/PDG-）の適合化。全車D-COREエンジン化（NAエンジン廃止）。6HK1-TCSを300 ps化。
- 従来のオルガン式エアブレーキペダルが、日野・レンジャーと同様の上吊り式（いわゆるプロコントロールペダル）になった。
- 増トン車（FVR・FVZ）と高床4WD車（FRS・FSS・FTS）はフロント周りが変更され、ヘッドランプがバンパーに装着されている。これは、FRRなど中型用のキャビンをそのまま使うと、ヘッドランプの位置が高くなり、新灯火器規制に対応できなくなるため。なお、高床4WD車と増トン車はヘッドランプの形状、ターンランプの位置が異なる。高床4WD車のヘッドランプは2015年（平成27年）にモデルチェンジしたエルガとブルーリボンにも流用されている。
- 2007年（平成19年）9月7日、CNG車をフルモデルチェンジ。
- 2010年（平成22年）5月17日、マイナーチェンジ。一部車種がポスト新長期排気ガス規制に適合。6HK1型エンジン搭載車は尿素SCRシステム搭載、4HK1型エンジン搭載車は尿素フリーと2ステージターボ化。また、従来のJIS式ホイールに代わり、ISO式ホイールに変更となった。
- 2011年（平成23年）5月20日、GVW12 t以下車がポスト新長期排気ガス規制に適合。同時に搭載エンジンの見直しを行い、GVW8トン車並びにGVW11 t車の240 psエンジン搭載車はエンジンを6HK1型から4HK1型に変更。GVW14.5 t車には255 psエンジン搭載車を、GVW20 t車には260 psエンジン搭載車をそれぞれ新規設定。
- 2011年（平成23年）5月23日、東京都からディフィートデバイスの使用に関する指摘をうけ、最新の排出ガス規制に適合するフォワードの出荷を停止。
- 2011年（平成23年）6月3日、東京都は最新の排出ガス規制に適合するフォワードが、実際の走行試験で国の基準の3倍以上に上る排出ガスを出していることが分かったとし、国土交通省に道路運送車両法違反で通報、いすゞ自動車は同日リコールを届け出た。この問題を指摘した当時の東京都の石原慎太郎都知事は6月3日の定例会見で「巧妙なインチキ。企業ぐるみの犯罪だ」と、排ガス規制値を決定する環境省や審査を実施した国交省の責任についても追及した。
- 2013年（平成25年）10月、第43回東京モーターショーに6輪駆動車「フォワード 6x6」を出品。東京消防庁の高踏破偵察車のシャーシに採用された。
- 2014年（平成26年）10月28日、マイナーチェンジ。エコストップを一部車型を除き標準装備としたことにより、燃費を向上させ、LDWS（車線逸脱警報装置）とIESC（電子式車両姿勢制御システム）をオプション設定した。また、MT車に積載状態や道路勾配を自動判別し、走行状況に合わせてきめ細かにトルクや加速度を制御するECONOモードの機能を追加した。その他、ラジエーターグリルおよびステアリングホイールのデザインを変更した。
- 2015年（平成27年）11月10日、マイナーチェンジ。プリクラッシュブレーキ、ミリ波車間ウォーニングを一部車型を除き標準装備。プリクラッシュブレーキ、ミリ波車間ウォーニング搭載車はメーターとステアリングホイールの形状を変更した[2]。
- 2016年（平成28年）11月14日、Fカーゴウイング（GVW8t未満クラス）に、プリクラッシュブレーキ、ミリ波車間ウォーニングを標準装備[3]。
- 2017年（平成29年）4月27日、マイナーチェンジ。平成28年排出ガス規制に適合。エンジンシステムの広範囲な見直し実施により重量車燃費基準+10 %を達成。また、プリクラッシュブレーキ、ミリ波車間ウォーニング、 LDWS（車線逸脱警報）、IESC（電子式車両姿勢制御システム）を全駆、CNG車を除く全車型に設定した。GVW20t車のエンジンが、6HK1から6NX1[注 1] に変更される。GVW8 t、11 tのカーゴ系では、前記の先進安全装備を標準化。2017年（平成29年）3月12日より新設された準中型免許に対応するGVW7.5 t車が設定された。[4]
- 2017年（平成29年）7月28日、UDトラックスに5代目コンドルとしてOEM供給開始。
- 2017年（平成29年）10月25日、Fカーゴをベースに、アッシュベージュメタリックの専用キャブカラー、ISUZUロゴが刺繍された本革調シート、赤色のシートベルトなどを特別装備した「いすゞ自動車創立80周年記念特別仕様車」を200台限定で販売[5]。
- 2019年（平成31年）3月29日、通信端末を標準搭載し、高度純正整備「PREISM」に対応。ブレーキオーバーライドシステムが採用され、全車にサイドアンダーミラーが標準装備された。[6]。
- 2021年（令和3年）1月21日、マイナーチェンジ。このモデルでCNGが廃止された。安全性能の向上が図られ、交差点警報、先行車発進お知らせ機能、ふらつき警報を一部車型を除いて標準装備した他、プリクラッシュブレーキについても歩行者検知機能が追加された。ヘッドランプ並びにフォグランプをLEDへ変更。フロントグリルもシルバー基調に変更された他、ハイルーフをワイドキャブ・フルキャブにオプション設定した[7]。
- 2021年（令和3年）時期不明、追加車型としてGVW22t車が新規設定された。

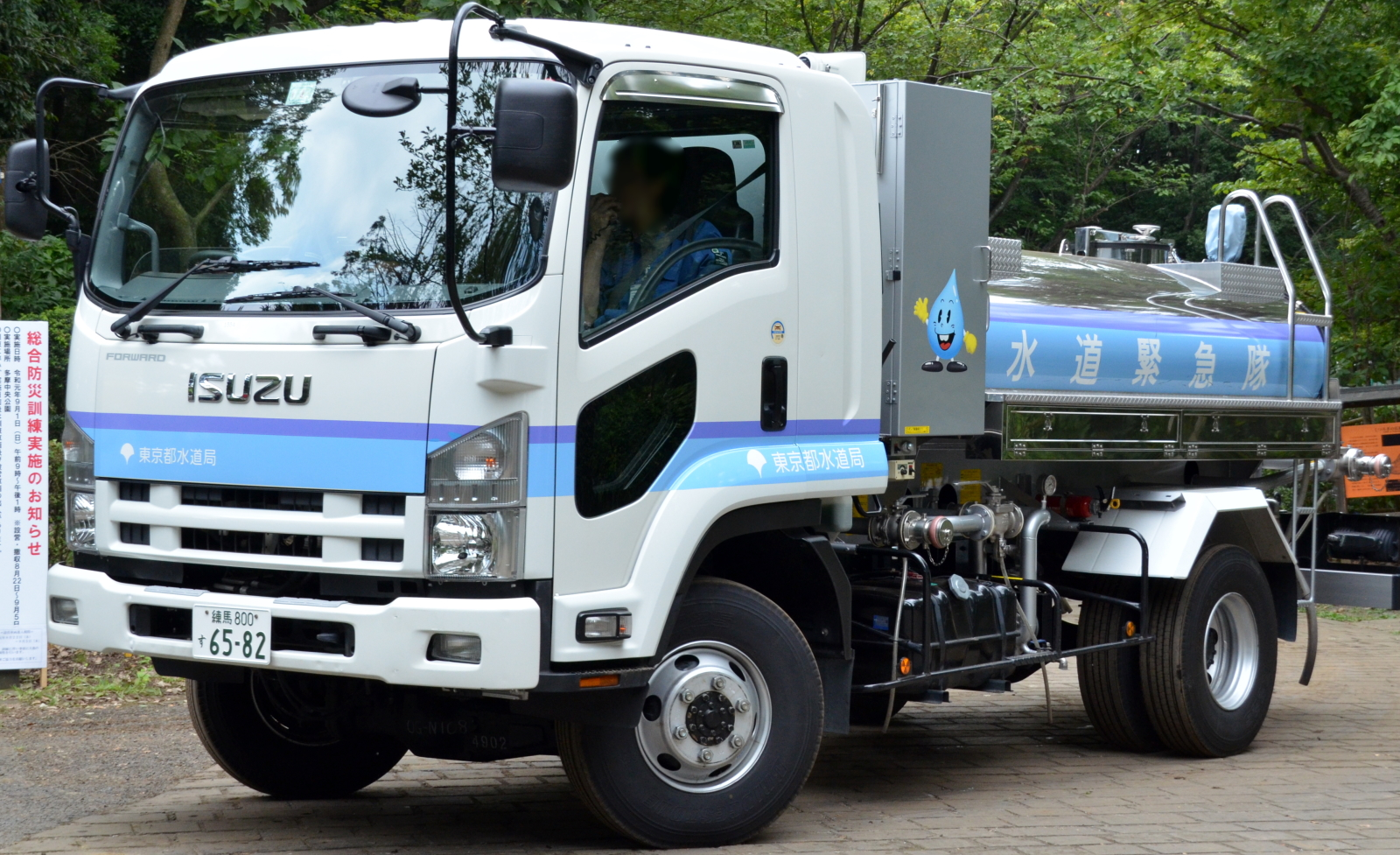
FRS-J（2007年型） 低床4WD
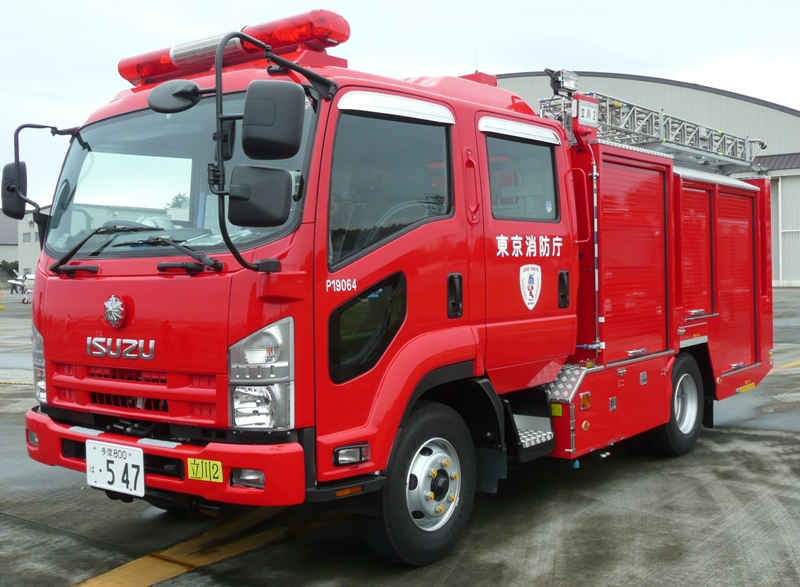
FSR（2007年型） ダブルキャブ・普通ポンプ車（東京消防庁）
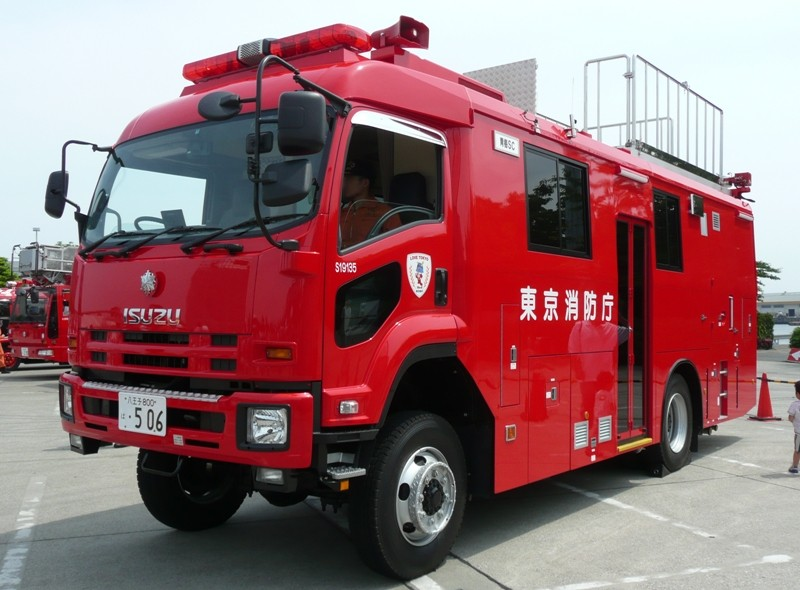
FTS（2007年型） 高床4WD・指揮統制車（東京消防庁）
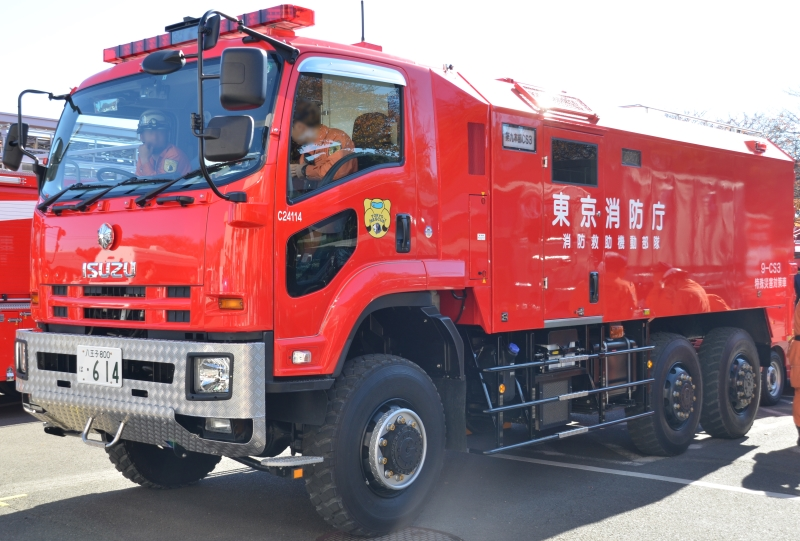
6輪駆動車・高踏破偵察車（東京消防庁）
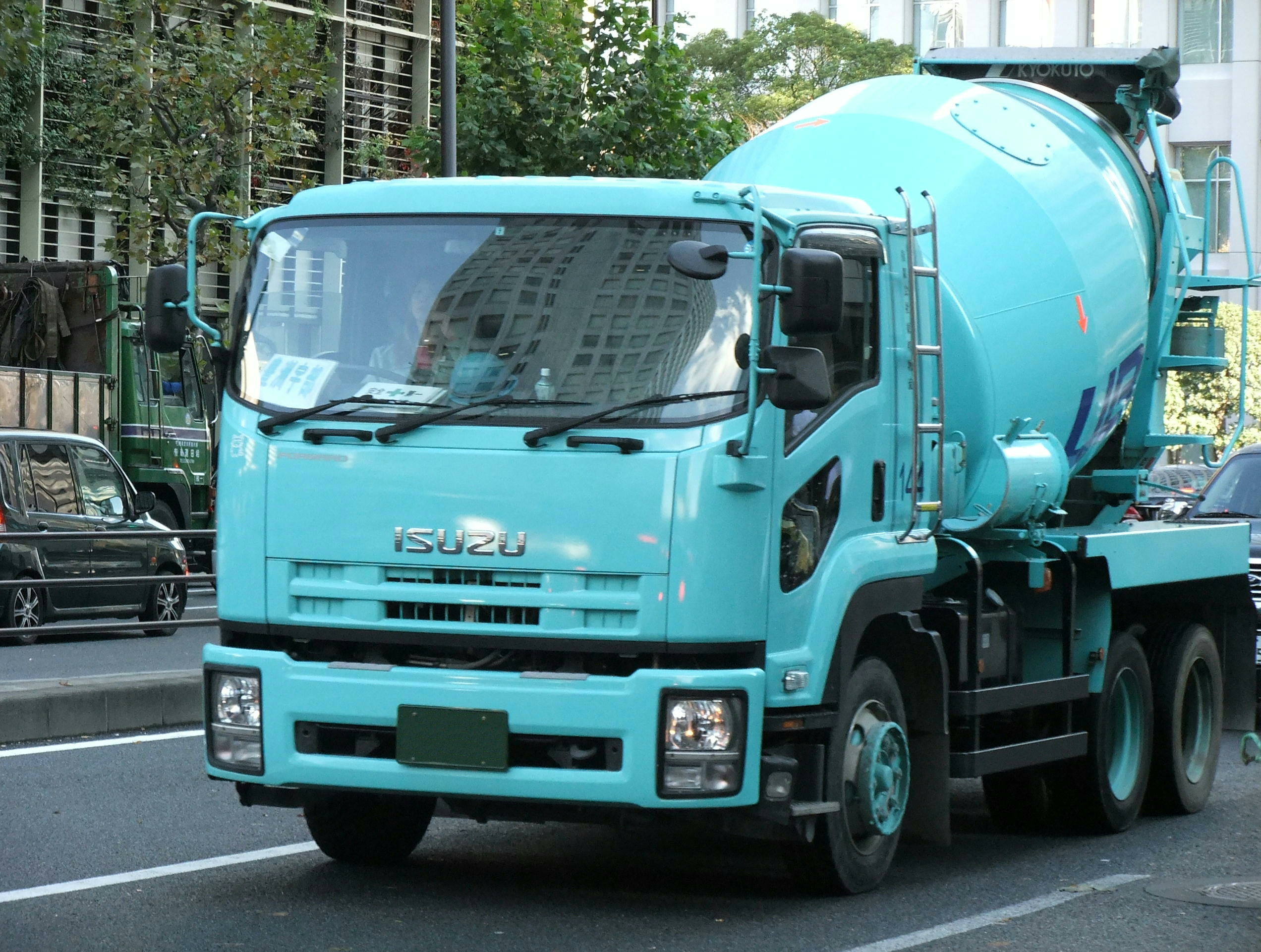
FVZ（2007年型）
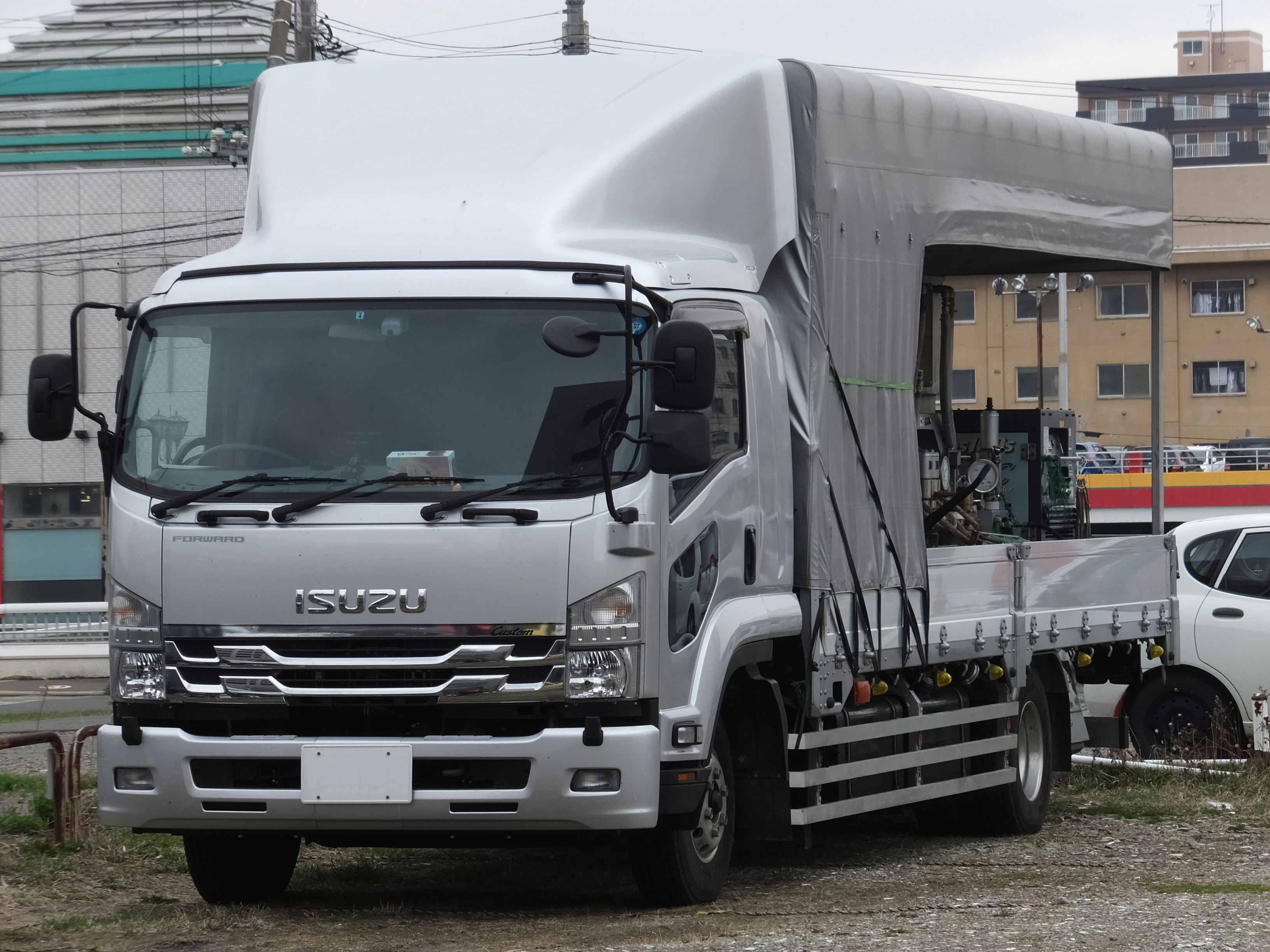
FSR（2014年型） SEカスタム
FRR（2014年型） 車内

## 6代目（2023年-）

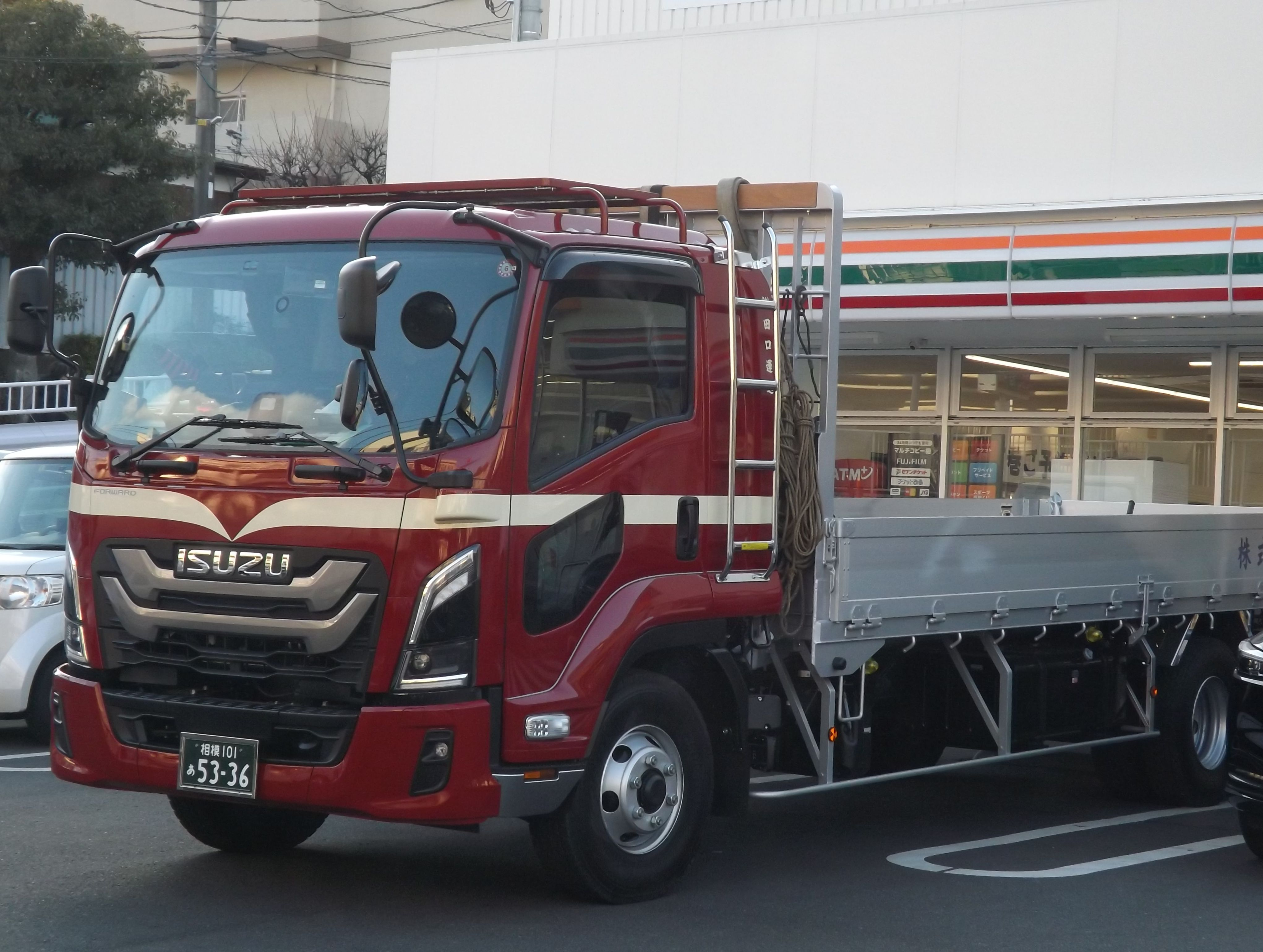
フォワードFRR(2024年型)

- 2023年（令和5年）3月7日、フルモデルチェンジを行う事を発表[8][9]。同年8月29日、GVW7.5t車・GVW8t車・GVW11t車・GVW14.5t車が販売開始[10][11][12]。
  - キャブは先代と同じくエルフと部品共有化が行われているが、キャブデザインはフロントフェイスから張り出したサイドフェンダーとするなど、エルフと差別化を図っている。フロントグリルはいすゞの新しいブランドアイデンテイティである「ワールドクロスフロー」をギガ、7代目エルフ、D-MAXに次いで採用した。
  - 今回、エルフ・フォワードにて、いすゞ初のコモンアーキテクチャー戦略「I-MACS」（Isuzu Modular Architecture and Component Standard）を採用。エンジン・トランスミッション・燃料タンク・アクスル・安全装備などを両車共通のモジュール設計とすることで、世界中の多種多様なニーズに対応した。
  - インテリアも大幅に変更され、インパネにはエルフ同様に7インチディスプレイを配置し、ステアリングスイッチを標準装備した他、ステアリングホイールも小径化された。ギガに採用されている高機能シートを新規設定した他、助手席のフルフラット機能も装備した。
  - エンジンは4HK1型のまま変更はないが、後処理装置にDPD+尿素SCRを採用した。なお、このFMCで直列6気筒エンジンの設定が一旦廃止された[13]。
  - 安全性に関しても向上が図られた。安全支援機能パッケージは装着が義務化されている装備を標準装備している「BASIC」がGVW7.5t車とGVW8t車（190ps車）に（GVW8t車とGVW11t車の210ps車にもメーカーオプションで設定）、標識連動型スピードリミッター、ドライバーステータスモニター、可変配光型LEDヘッドランプ、標識認識機能を装備した「STANDARD」をGVW8t車・GVW11t車・GVW14.5t車に（GVW8t車（210ps車）・GVW11t車のスムーサーFx搭載車は「ADVANCE」標準装備車も設定、GVW7.5t車・GVW8t車（190ps車）はメーカーオプション）、全車速車間クルーズ、ドライバー異常時対応システム(EDSS：Emergency Driving Stop System)（単純停止機能のみ）、電動パーキングブレーキを「ADVANCE」（スムーサーFx搭載車のみ。GVW8t車（210ps車）・GVW11t車のスムーサーFx搭載車は「STANDARD」も設定、GVW14.5t車はメーカーオプション）にそれぞれ標準装備した他、レーンキープアシスト、ドライバー異常時対応システム（単純停止機能・車線内停止機能）、ブラインドスポットモニターを「PREMIUM」パッケージにおいて、GVW8t車（210ps車）・GVW11t車・GVW14.5t車（いずれもスムーサーFx搭載車のみ）にメーカーオプション設定した。
  - 「MIMAMORI」並びに「PREISM」の機能を2022年10月にマイナーチェンジされたギガや7代目エルフと同仕様に変更した。
- 2024年（令和6年）1月24日、子会社であるUDトラックスに6代目コンドルとしてOEM供給開始[14]。
- 2024年（令和6年）7月23日、GVW15t超車（GVW16t、GVW20t、GVW22t）が販売開始[15][16]。
  - キャブデザインはGVW14t以下の車型と同じく「ワールドクロスフロー」を採用しているが、フロントパネル、グリル形状などが変更されている。ヘッドライトは5代目のギガからの流用品に代わり、新規デザインの専用バンパーヘッドライトを装備した。
  - エンジンは、カミンズと共同開発となる直列6気筒エンジンであるDB6A-TCN（260ps）とDB6A-TCC（300ps）の2機種を設定[注 2]。プラットフォームも海外向けと統一した上でシャシーフレームも一新した。トランスミッションは、GVW15t超車専用として開発されたスムーサーFx（9速）と9速MTが搭載される。
  - OEM供給車のコンドルにもGVW15t超車が追加設定され、同日より販売開始された[17]。

## ラインナップ

### 初代前期型
- フォワード・カーゴ
  - TR（4 t）

### 初代後期型・2代目
- フォワードS・カーゴ
  - SBR(E)/SCR(E)（4 t）
- フォワード・カーゴ
  - SBR/SCR/SDR/SCR(S)（4 t）
  - FBR/FCR/FDR（5 t）
  - JBR/JCR/JDR（6 - 7 t）
  - FTM   (10 t、海外専売)
- フォワード・セミトラクタ
  - VDR（4.5 t、5 t）
- フォワード・4WD
  - SCS（4 t）

### 3代目・4代目
- フォワードジャストン
  - NQR  (4 t)
  - NRR  (4,6 t/4,7 t)
- フォワード・カーゴ
  - FRR（4 t）
  - FRD（4 tエアサス・1999年廃止）
  - FSR（5 t/6,5 t/7 t）
  - FTR（8 t）
  - FVR（9 t）
  - FVZ（10 t）
- フォワードマックス・カーゴ（エアサス車）
  - FRD（4 t）
  - FSD（5 t/7 t）
- フォワード・ダンプ＆ミキサ
  - FRR（4 t）
  - FSR（5 t/7 t）
- フォワード・セミトラクタ
  - GSR（5 t）
- フォワード・4WD
  - FRS（4 t）
  - FSS（5 t/6 t）
  - FTS（7 t）
- フォワード・FXシリーズ（海外専売）
  - FXR（17 t）
  - FXZ（26 t/28 t）
  - GXR（40 tセミトラクタ）
  - GXZ（45 tセミトラクタ）

### 5代目-
フォワードマックス、フォワードジャストン廃止。エアサス車もF*R系となる。UDトラックス向けは先頭のFがエルフ同様にBとなる。
- フォワード・カーゴ/ダンプ＆ミキサ
  - FRR（4 t）
  - FSR（6.5 t カーゴ系限定）
  - FTR（8 t）
  - FVR（9 t）
  - FVZ（10 t/14 t）
  - FVZ（16 t　海外専売）
- フォワード・セミトラクタ
  - GSR（5 t）
- フォワード・4WD
  - FRS（4 t）
  - FSS（5 t/6 t）
  - FTS（7 t）
- フォワード・FXシリーズ（海外専売、ギガやデカの車名で販売される地域もある。これらの地域では国内仕様と同タイプのギガは基本的に販売されないが、香港とマレーシアでは国内仕様と同タイプのギガと併売）
  - FXR（17 t）
  - FXZ（26 t/28 t）
  - GXR（40 tセミトラクタ）
  - GXZ（45 tセミトラクタ）

## フォワードジャストン（FORWARD JUSTON）

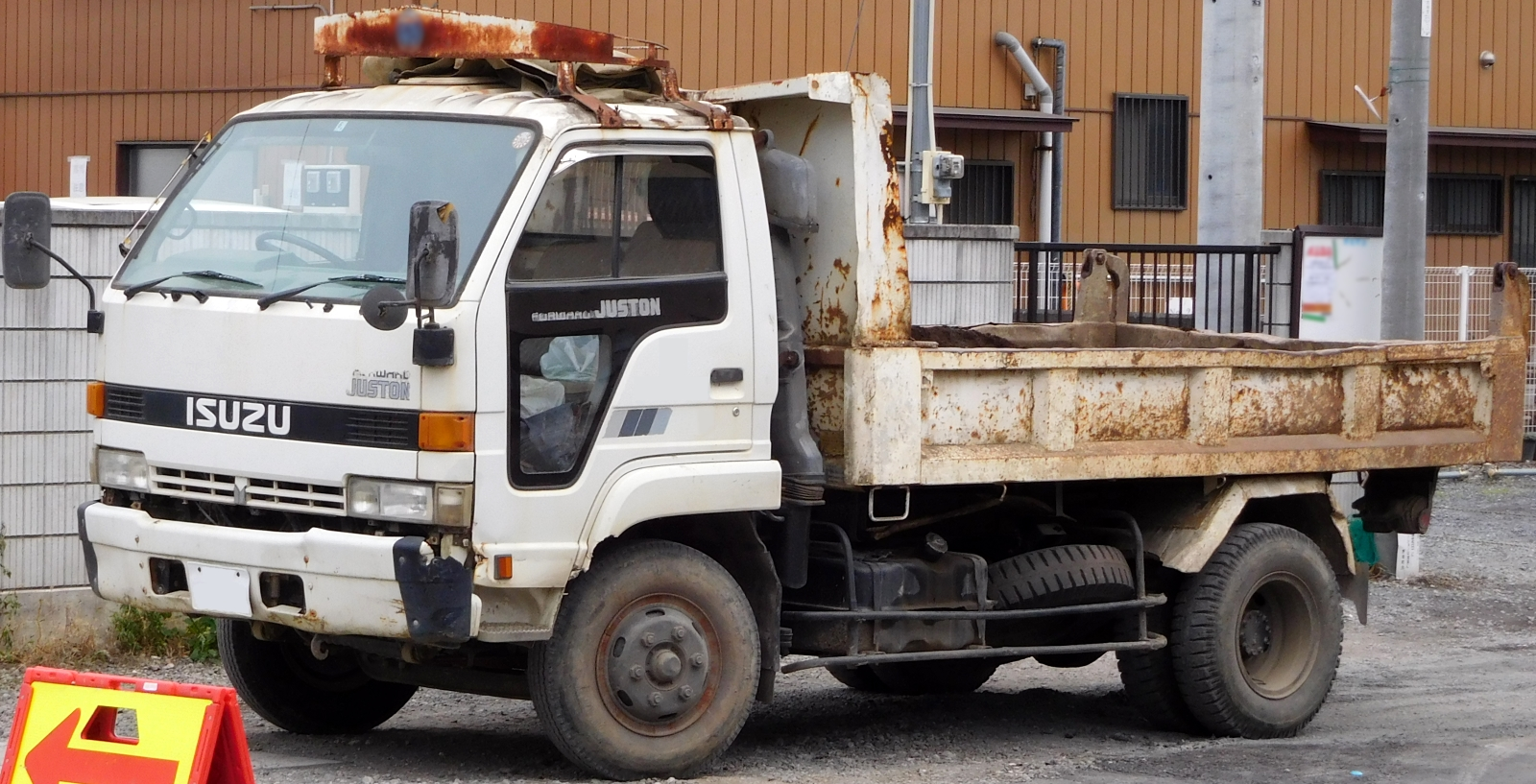
初代フォワードジャストン後期型

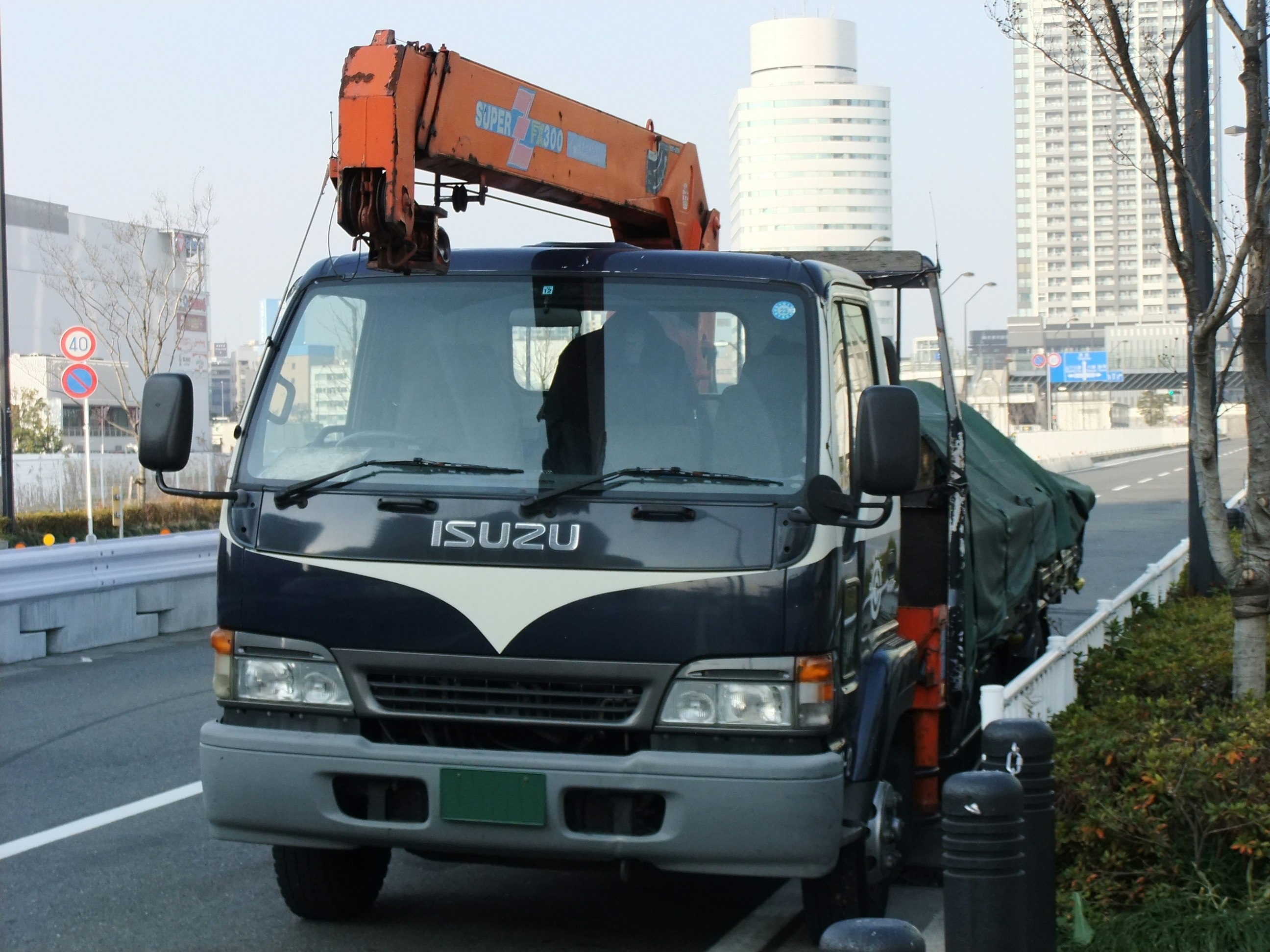
2代目フォワードジャストン中期型

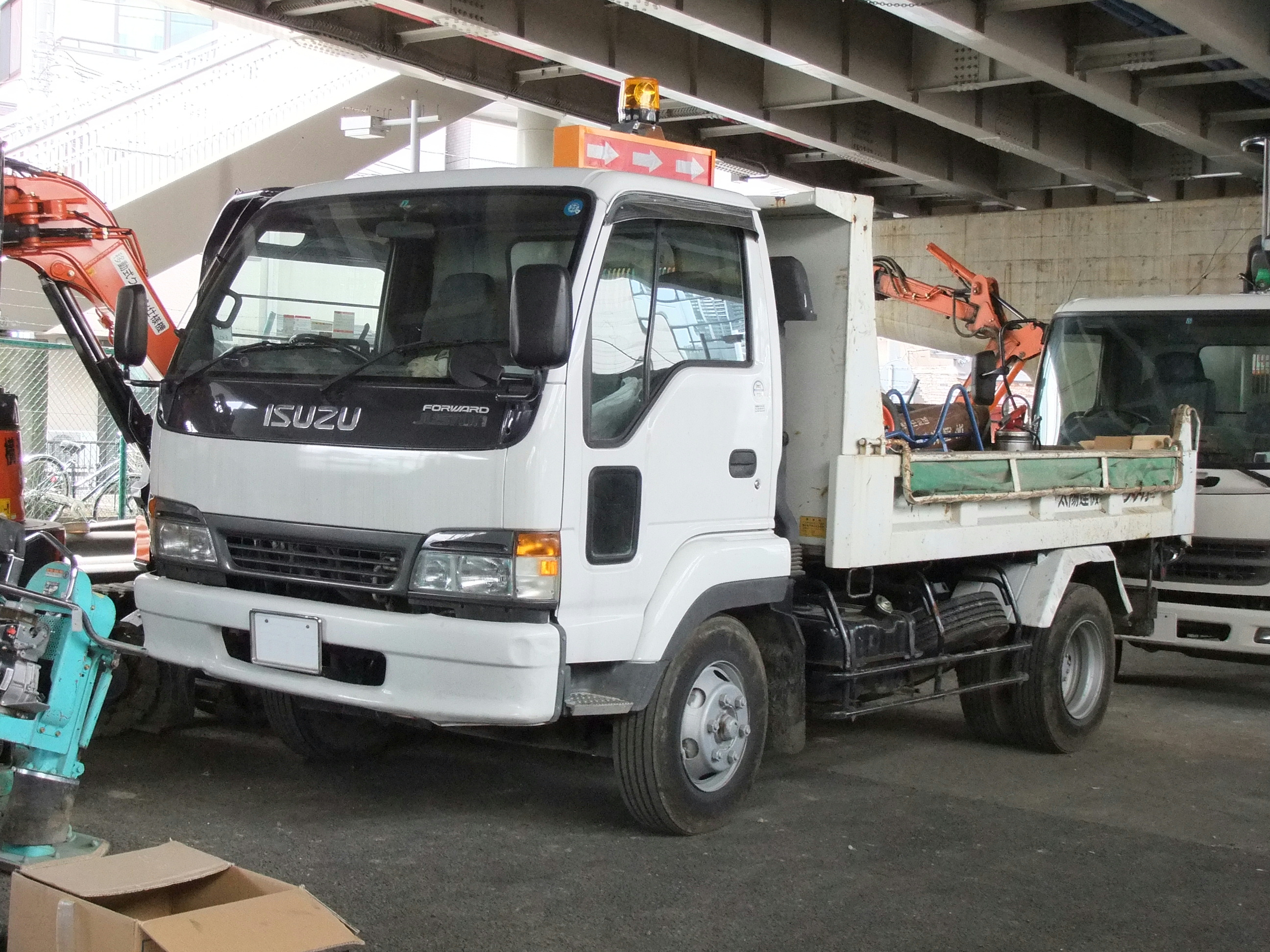
2代目フォワードジャストン後期型

フォワードのシャーシにエルフのキャブを載せたモデル。海外ではNQR/NRR（Nシリーズの一ラインナップ）として発売されている。三菱ふそう・ファイターやUD・コンドルにも同様に2トン車のキャブを載せたモデルが存在した。
小型・軽量なエルフのキャビンを使い、前軸に掛かる空車重量を減らす事ができたため、キャブバッククレーンやダンプ・ミキサーの架装に有利で、フォワードと同じGVW8トン未満クラスながら積載量を多く取る事ができ、フォワードのベッドレスキャビンよりも更にキャビンが短いため、フォワードと同じ車両全長なら荷台を長く、同じ荷台長なら全長を短くする事ができた。
又、フォワードに比べ廉価であった事から、ごみ収集車やバキュームカー、レンタカー会社等で保有されていた。車内はオルガン式ブレーキペダルとエア圧メーターが追加され、助手席側窓ガラスが安全窓を避ける形で昇降する他はほぼ同一。GVW8トン超となる車両は存在しなかった。
キャビンのベースとなるエルフのマイナーチェンジや長いモデルライフによる陳腐化によって廃止となったが、後年、GVW8トン未満（積載量4トン）クラスのエルフが登場することになる。
- 1986年（昭和61年）9月セミキャブオーバーのフォワードS（Sキャブ・初代フォワード）を16年ぶりにフルモデルチェンジする形で登場。キャブは4代目エルフの物を流用した。キャブサスペンションやルーフベンチレーターを標準装備した。エンジンは6BG1型・175ps、6BG1-N型・155psの2種類。
- 1988年（昭和63年）8月マイナーチェンジ。フロントグリル・車名デカールを変更し、グリルはフォワードジャストン専用の物に変更。安全窓を標準装備。
- 1990年（平成2年）6月マイナーチェンジ。ヘッドランプが角形4灯から異形2灯タイプに変更された。ISUZUロゴが現在の書体になる。エンジンを6HE1型に変更し、平成元年排出ガス規制適合。
- 1994年（平成6年）7月フルモデルチェンジ。キャブを5代目エルフ、エンジンとシャシーを4代目フォワードの物に変更。ブレーキにエアオーバーハイドロリックブレーキ（AOH）を採用した。3速ATが設定される。
- 1995年（平成7年）5月一部改良。エンジンを6HH1型に変更し、平成6年排出ガス適合。
- 1996年（平成8年）1月軽量仕様のフォワードジャストンII（NQR）を追加。エンジンは4HE1-T型・160ps。
- 1997年（平成9年）マイナーチェンジ。フロントグリルの塗装変更とISUZUロゴのエンブレム化。
- 1999年（平成11年）4月マイナーチェンジ。エンジンを6HL1型に変更し、平成10年排出ガス規制適合。エアバッグと液晶式オドメーター・トリップメーターが装備される。バンパーは形状が変更され、樹脂製からスチール製となりカラード化された。
- 1999年（平成11年）8月フォワードジャストンIIをマイナーチェンジ。エンジンを4HJ1型と4HK1-T型に変更し、平成10年排出ガス規制に適合。エアバッグと液晶式オドメーター・トリップメーターが装備されたほか、エルフと同型のメッキグリルに変更された。
- 2002年（平成14年）スムーサーFを設定。フォワードジャストンII生産終了（エルフに統合）。
- 2004年（平成16年）4月DPDを搭載し平成15年排出ガス規制に適合。
- 2007年（平成19年）生産終了。

## エンジン出力
- 規制・型式　　　　　　排気量　　　  馬力　　　　         トルク
- K-
  - 6BB1              5,393 cc    145 ps/3,200rpm      35 kgf･m/2,000 rpm
  - 6BD1              5,785 cc    160 ps/3,200rpm      39 kgf･m/2,000 rpm
  - 6BF1              6,130 cc    170 ps/3,200rpm      42.5 kgf･m/1,900 rpm
  - 6BD1-T            5,785 cc    180 ps/3,000rpm      49 kgf･m/1,800 rpm
- P-
  - 6BG1-TC・TCE      6,494 cc    200 ps/2,800rpm      65 kgf･m/1,700 rpm
  - 6SA1          　　8,413 cc    200 ps/2,700rpm      58 kgf･m/1,400 rpm
  - 6BD1-T            5,785 cc    185 ps/3,000rpm      53 kgf･m/1,800 rpm
  - 6BG1-S            6,494 cc  175・180 ps/3,000rpm   46・47 kgf･m/1,800 rpm
  - 6BG1-N            6,494 cc  155・160 ps/2,800rpm   44・45 kgf･m/1,800 rpm
- U-
  - 6HE1-TCS          7,127 cc     250 ps/2,700rpm      70 kgf･m/1,700 rpm
  - 6HE1-TCN          7,127 cc     220 ps/2,700rpm      66 kgf･m/1,700 rpm
  - 6BG1-TC2          6,494 cc     230 ps/2,800rpm      66 kgf･m/1,700 rpm
  - 6BG1-TC1          6,494 cc     210 ps/2,800rpm      65 kgf･m/1,700 rpm
  - 6SA1          　　8,413 cc     200 ps/2,600rpm      58 kgf･m/1,400 rpm
  - 6HE1-S            7,127 cc     195 ps/2,900rpm      51 kgf･m/1,800 rpm
  - 6HE1-N            7,127 cc     165 ps/2,800rpm      46 kgf･m/1,800 rpm
- KC-
  - 6HE1-TCS          7,127 cc     260 ps/2,700rpm      77 kgf･m/1,400 rpm
  - 6HE1-TCN          7,127 cc     230 ps/2,700rpm      68 kgf･m/1,400 rpm
  - 6HH1-S            8,226 cc     210 ps/2,850rpm      55 kgf･m/1,700 rpm
  - 6HH1-C            8,226 cc     185 ps/2,850rpm      55 kgf･m/1,700 rpm
  - 6HH1-N            8,226 cc     175 ps/2,850rpm      50 kgf･m/1,700 rpm
- KK-.KL-
  - 6HK1-TCS          7,790 cc     280 ps/2,700rpm      82 kgf･m/1,400 rpm
  - 6HK1-TCC          7,790 cc     260 ps/2,700rpm      76 kgf･m/1,400 rpm
  - 6HK1-TCN          7,790 cc     240 ps/2,700rpm      70 kgf･m/1,400 rpm
  - 6HK1-TCR          7,790 cc     205 ps/2,700rpm      55 kgf･m/1,400 rpm
  - 6HH1-S            8,226 cc     225 ps/2,900rpm      58 kgf･m/1,700 rpm
  - 6HL1-S            7,166 cc     205 ps/2,900rpm      51 kgf･m/1,700 rpm
  - 6HL1-N            7,166 cc     180 ps/2,800rpm      50 kgf･m/1,700 rpm
- PA-.PJ-
  - 6HK1-TCS          7,790 cc     280 ps/2,700rpm      82 kgf･m/1,400 rpm
  - 6HK1-TCC          7,790 cc     260 ps/2,700rpm      76 kgf･m/1,400 rpm
  - 6HK1-TCN          7,790 cc     240 ps/2,700rpm      70 kgf･m/1,400 rpm
  - 6HK1-TCR          7,790 cc     205 ps/2,700rpm      55 kgf･m/1,400 rpm
- PB-
  - 6HL1-S            7,166 cc     190 ps/2,900rpm      51 kgf･m/1,700 rpm
- ADG-
  - 4HK1-TC           5,193 cc     190 ps/2,600rpm      53 kgf･m/1,600 rpm
- PKG-.PDG-
  - 6HK1-TCS          7,790 cc     300 ps/2,400rpm      100 kgf･m/1,450 rpm
  - 6HK1-TCC          7,790 cc     260 ps/2,400rpm      78 kgf･m/1,450 rpm
  - 6HK1-TCN          7,790 cc     240 ps/2,400rpm      72 kgf･m/1,450 rpm
  - 4HK1-TCS          5,193 cc     210 ps/2,600rpm      65 kgf･m/1,600 rpm
  - 4HK1-TCC          5,193 cc     190 ps/2,600rpm      53 kgf･m/1,600 rpm
- SKG-
  - 6HK1-TCS          7,790 cc     300 ps/2,400rpm      100 kgf･m/1,450 rpm
  - 6HK1-TCC          7,790 cc     260 ps/2,400rpm      78 kgf･m/1,450 rpm - 2,200 rpm
  - 6HK1-TCH          7,790 cc     255 ps/2,400rpm      76 kgf･m/1,400 rpm - 2,300 rpm
  - 4HK1-TCH          5,193 cc     240 ps/2,600rpm      72 kgf･m/1,600 rpm
  - 4HK1-TCS          5,193 cc     210 ps/2,600rpm      65 kgf･m/1,600 rpm
  - 4HK1-TCC          5,193 cc     190 ps/2,600rpm      52 kgf･m/1,600rpm - 2,500 rpm

## 生産拠点
- いすゞ自動車藤沢工場
- 台中眾鈴汽車有限公司 ・外埔工場

## メーカー完成車シリーズ荷台メーカー
- 平ボディシリーズ - 小平産業、パブコ、東洋ボデー（東洋ボデーはGVW8tのみ設定）
- Fカーゴドライバンシリーズ、Fカーゴクールシリーズ - 日本フルハーフ
- Fカーゴウイングシリーズ - 日本フルハーフ、日本トレクス（融雪剤対策仕様は日本フルハーフのみ設定）
- ダンプシリーズ - 新明和工業、極東開発工業
- セフテーローダ・ダンプシリーズ - 花見台自動車
  - Fカーゴウイングシリーズ融雪剤対策仕様は、ギガGカーゴシリーズでは日本フルハーフ製の他にも日本トレクス製も設定しているが、フォワードFカーゴウイングシリーズは日本フルハーフ製のみの設定となる。ギガに設定しているミキサ営業完成車は、フォワードには設定はない。

## その他
- 観光向け水陸両用バスとして、6t車をベースに用いられている。（運行会社：日本水陸観光（株））
- シボレー/GMCのTシリーズとして展開されている。
- 1994年に公開されたスタジオジブリが製作した映画「平成狸合戦ぽんぽこ」の一場面で同型車両（3代目、中期型）が使用されていたことがある。[18]
- 自衛隊に納入された車両は『トラック2 1/2t 4×4カーゴ』と呼ばれる。

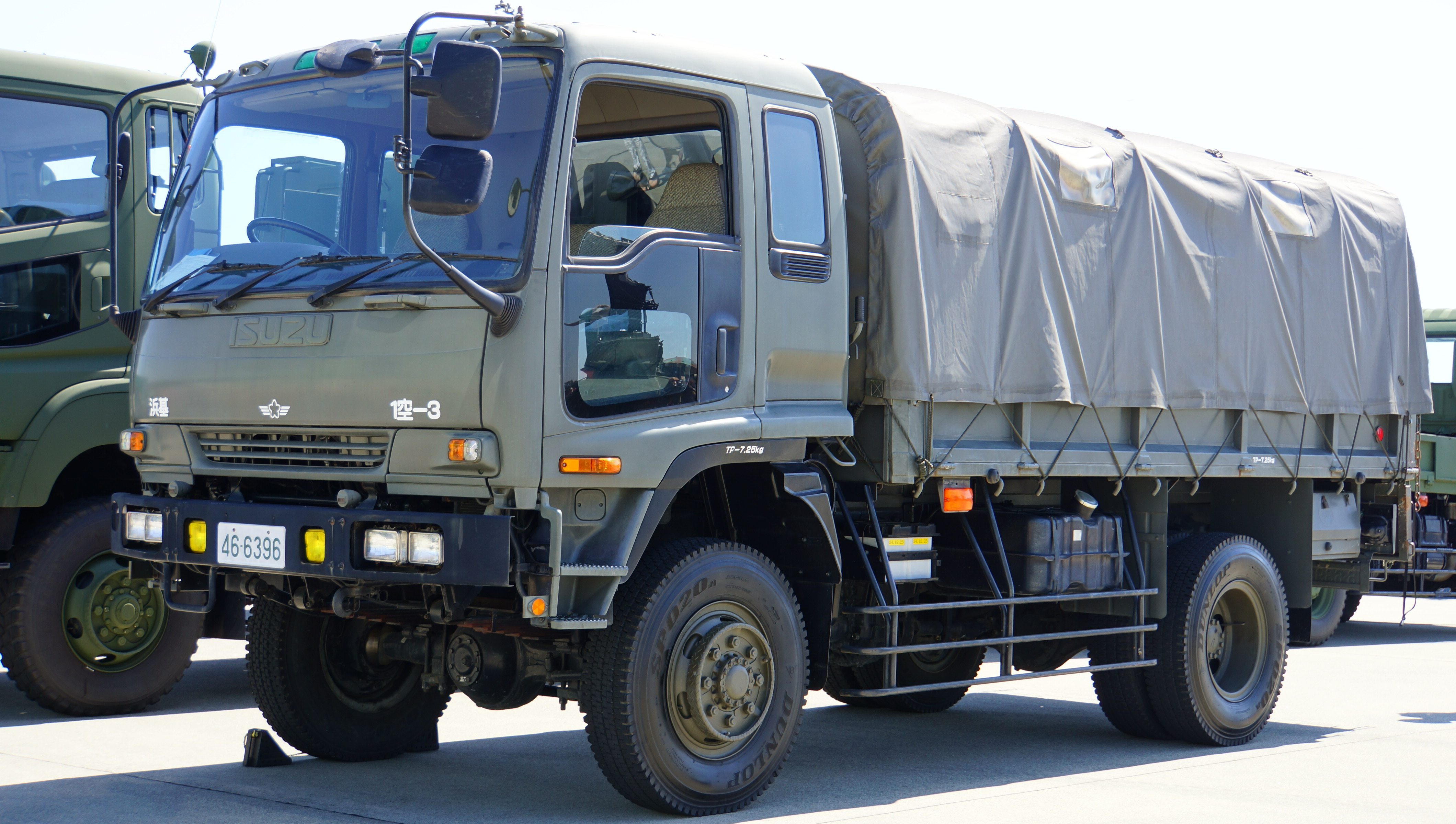
航空自衛隊向け
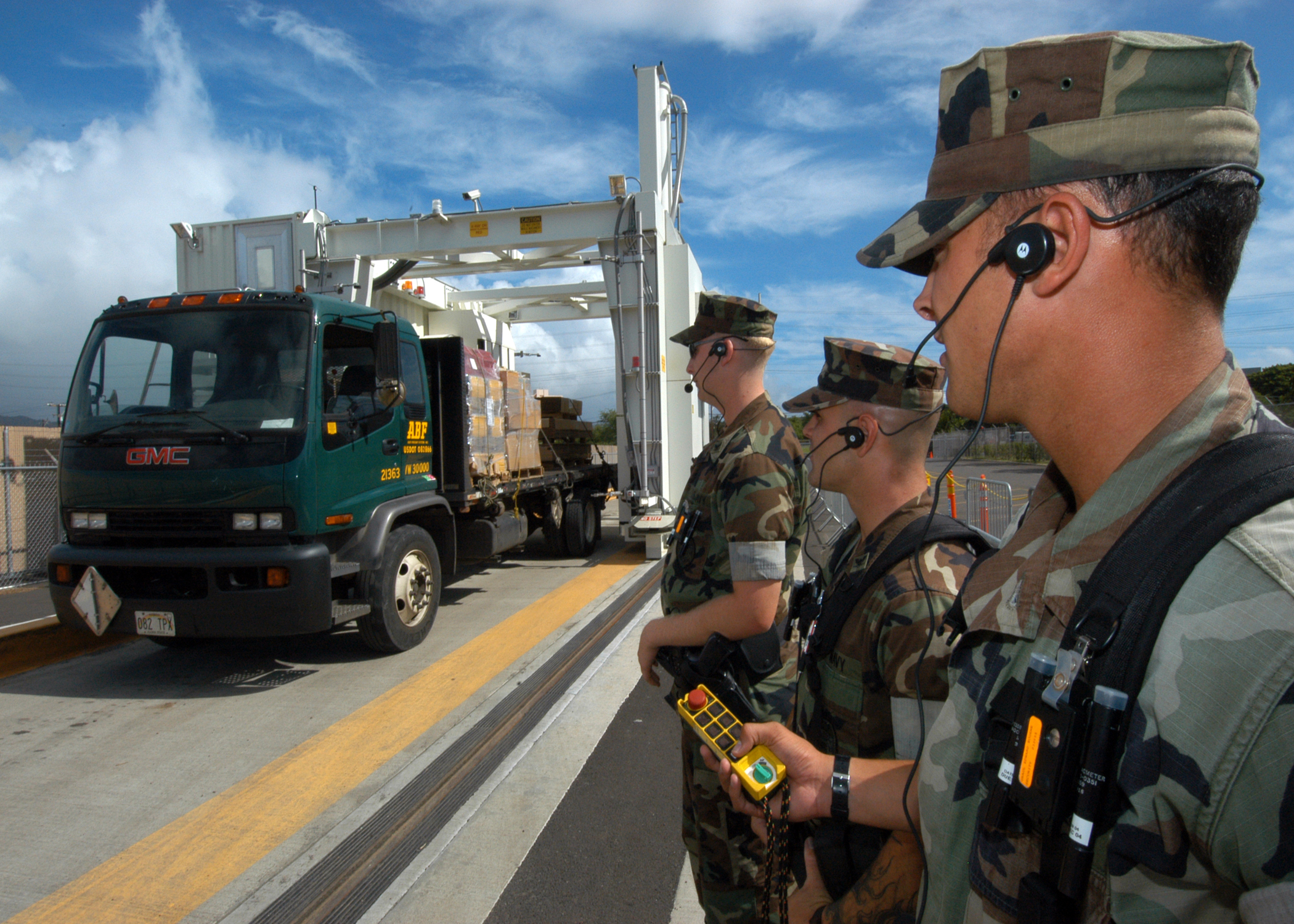
GMC T-series
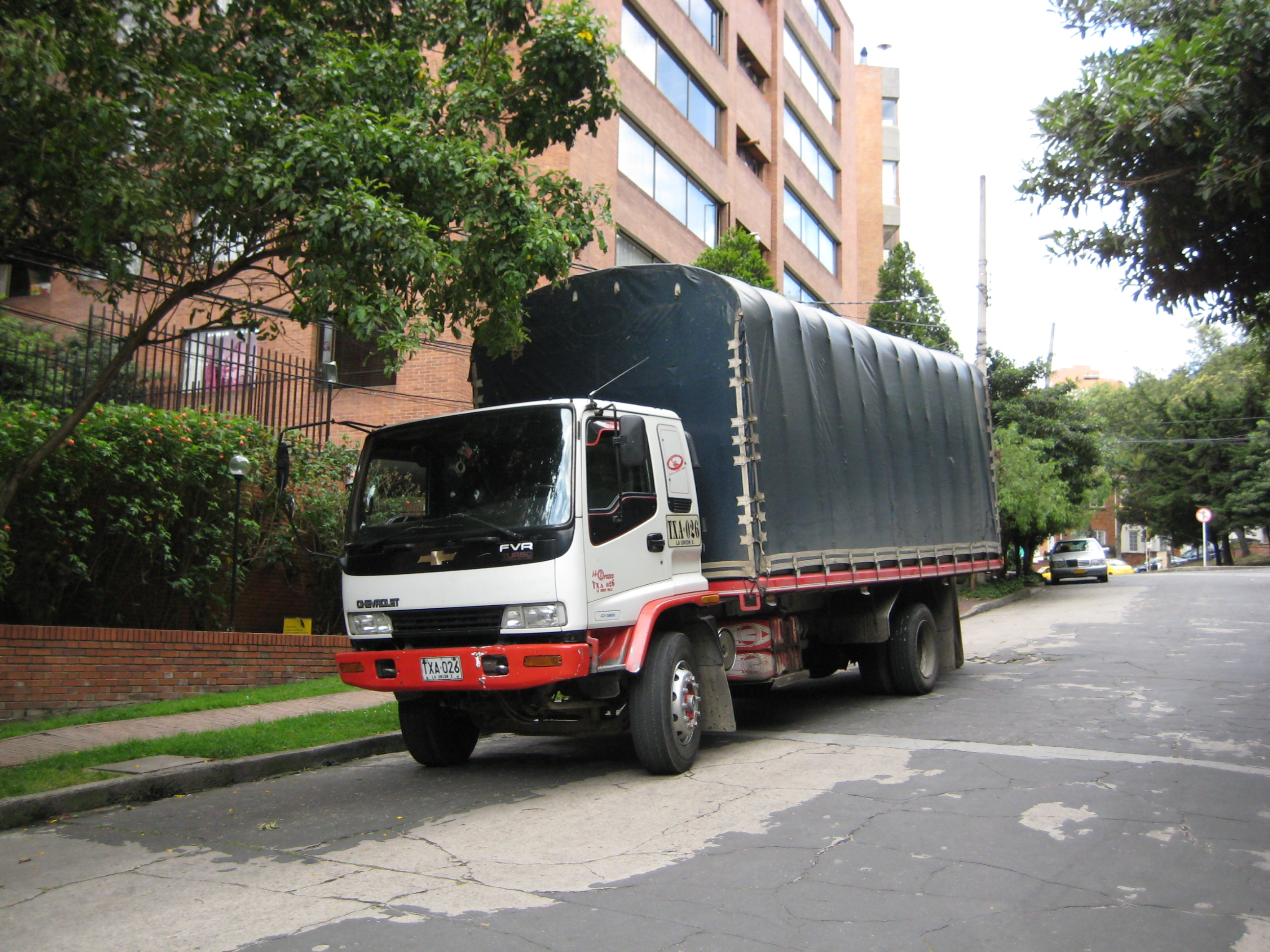
Chevrolet T-series, FVR
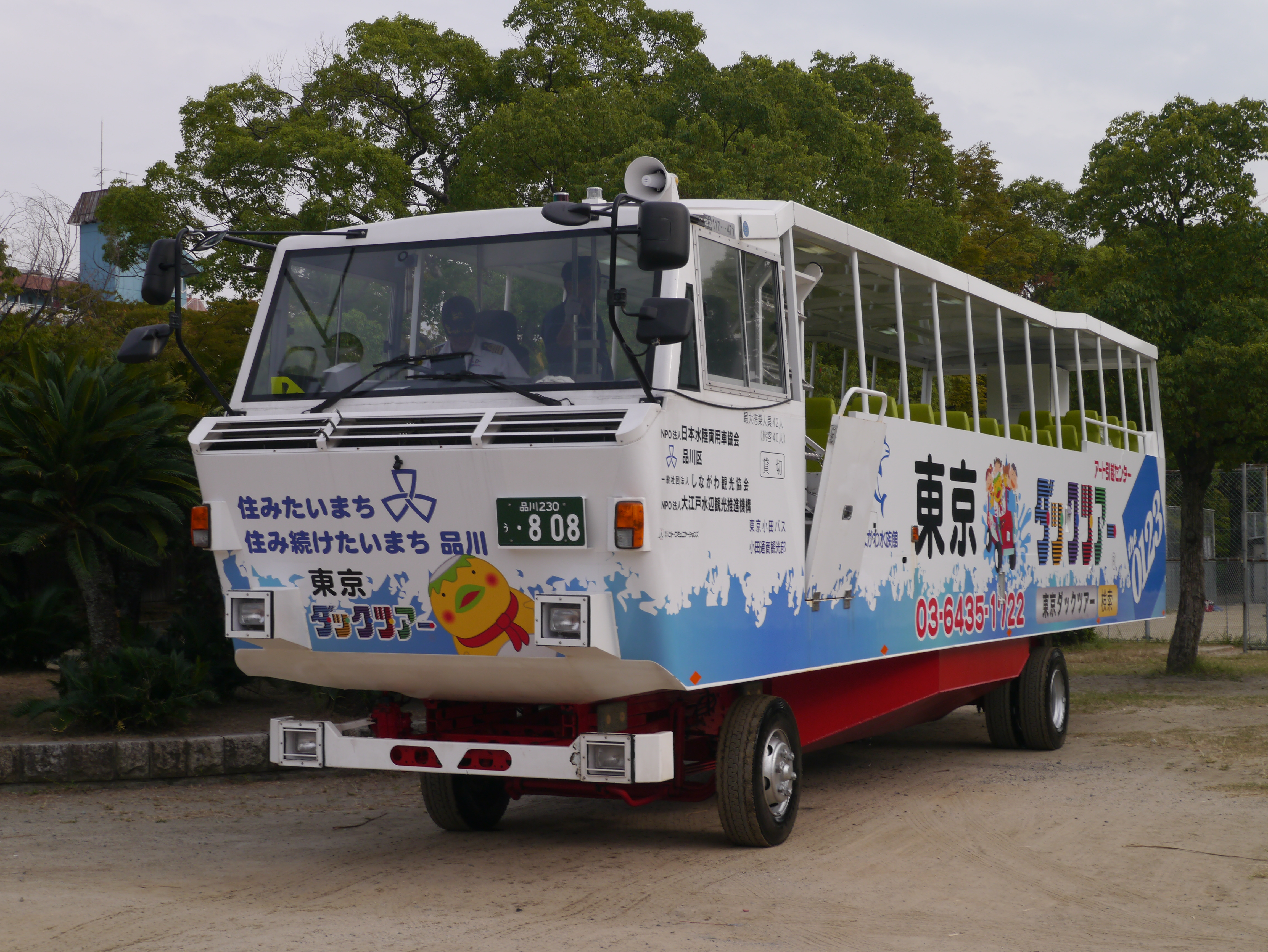
日本水陸観光の水陸両用バス「LEGEND零TREE号」